# Liste der Baudenkmäler in Bamberg/Bürgerliche Bergstadt
Auf dieser Seite sind die Baudenkmäler in der oberfränkischen kreisfreien Stadt Bamberg zusammengestellt. Diese Tabelle ist eine Teilliste der Liste der Baudenkmäler in Bayern. Grundlage ist die Bayerische Denkmalliste, die auf Basis des Bayerischen Denkmalschutzgesetzes vom 1. Oktober 1973 erstmals erstellt wurde und seither durch das Bayerische Landesamt für Denkmalpflege geführt wird. Die folgenden Angaben ersetzen nicht die rechtsverbindliche Auskunft der Denkmalschutzbehörde.
Diese Teilliste enthält die Denkmäler der Bürgerlichen Bergstadt gemäß der Aufteilung der Buchreihe Die Kunstdenkmäler von Bayern. Die Bürgerliche Bergstadt umfasst folgende Plätze und Straßen: Am Leinritt, Balthasargäßchen, Concordiastraße, Dominikanerstraße, Eisgrube, Elisabethenstraße, Frauenplatz, Geyerswörthplatz, Grünhundsbrunnen, Herrenstraße, Hinterer Bach,
Judenstraße, Karolinenstraße, Kasernstraße, Katzenberg, Lugbank, Molitorgasse, Mühlwörth, Nonnenbrücke (südwestlicher Teil), Obere Mühlbrücke, Obere Sandstraße, Pfahlplätzchen, Pfarrgasse, Residenzstraße, Ringleinsgasse, Roppeltsgasse, Sandbad, Schranne, Schrottenberggasse, Sonnenplätzchen, Untere Brücke, Untere Mühlbrücke, Untere Sandstraße, Unterer Kaulberg 1–24, Vorderer Bach.

## Baudenkmäler der ehemaligen Bürgerlichen Bergstadt

### Am Leinritt
| Lage                      | Objekt                                                     | Beschreibung | Akten-Nr.                | Bild           |
| ------------------------- | ---------------------------------------------------------- | --- | ------------------------ | -------------- |
| Am Leinritt 1 (Standort)  | Ehemalige Scheune, heute Wohngebäude                       | Dreiseitig freistehender, dreigeschossiger Satteldachbau, massiv mit großem Fachwerkgiebel, zweite Hälfte 17. Jahrhundert als Scheune errichtet, Anfang 18. Jahrhundert zum Wohnhaus umgebaut                                                                     | D-4-61-000-31 Wikidata   | weitere Bilder |
| Am Leinritt 3 (Standort)  | Bürgerhaus                                                 | Dreigeschossig, Satteldach, Traufe und Zwerchhaus zur Regnitz, Erdgeschoss und erstes Obergeschoss massiv, zweites Obergeschoss in Fachwerk, um 1710, Zwerchhaus Ende 19. Jahrhundert                                                                             | D-4-61-000-32 Wikidata   | weitere Bilder |
| Am Leinritt 4 (Standort)  | Wohngebäude                                                | Dreigeschossiges Traufseithaus mit Satteldach, Erdgeschoss massiv verputzt, Obergeschosse in Fachwerk, um 1720/30 errichtet, Veränderungen zweite Hälfte 19. Jahrhundert, Durchfahrt 1896                                                                         | D-4-61-000-33 Wikidata   | weitere Bilder |
| Am Leinritt 5 (Standort)  | Bürgerhaus                                                 | Dreigeschossig, Erdgeschoss und erstes Obergeschoss massiv, zweites Obergeschoss in Fachwerk, Satteldach mit Traufe zur Regnitz, abgewalmtes Zwerchhaus, 18. Jahrhundert, zweites Obergeschoss seit 1887 verschiefert                                             | D-4-61-000-34 Wikidata   | weitere Bilder |
| Am Leinritt 7 (Standort)  | Wohnbau in Ecklage                                         | Schlichter dreigeschossiger Satteldachbau, massiv mit Ecklisenen, um 1780/90 zweigeschossig errichtet, 1846 von Joseph III. Dennefeld aufgestockt, Umbauten im Innern um 1890                                                                                     | D-4-61-000-35 Wikidata   | weitere Bilder |
| Am Leinritt 9 (Standort)  | Ehemaliges Fischerhaus                                     | Schmales Wohnhaus, dreigeschossiger Satteldachbau mit Giebel zur Regnitz, Erdgeschoss massiv, Obergeschosse in Fachwerk, Anfang 18. Jahrhundert errichtet, Umbauten zweite Hälfte 19. Jahrhundert und 1909, Ladeneinbau 1950                                      | D-4-61-000-842 Wikidata  | weitere Bilder |
| Am Leinritt 11 (Standort) | Wohnhaus, ehemaliges Hinterhaus zu Untere Sandstraße 10/12 | Zweigeschossig mit Kniestock und Satteldach, massiv, verputzt, Erdgeschoss erste Hälfte 18. Jahrhundert, Anfang 19. Jahrhundert Umbau mit Mitteldurchfahrt, 1858 Aufstockung durch Adam Mößmeringer, linkes Seitengebäude mit Tonnengewölbe unterkellert, um 1860 | D-4-61-000-1463 Wikidata | weitere Bilder |

### Concordiastraße
| Lage                                             | Objekt                                                   | Beschreibung | Akten-Nr.               | Bild           |
| ------------------------------------------------ | -------------------------------------------------------- | --- | ----------------------- | -------------- |
| Concordiastraße 1, Schimmelsgasse 2 a (Standort) | Ehemalige Schlosserei                                    | Vorderbau mit massivem Erdgeschoss, verputztes Fachwerkobergeschoss und hohem Walmdach, rückwärtig Hofgebäude mit Laubengängen, im Kern 15. Jahrhundert, 1597, spätes 18. Jahrhundert und 1836/38 verändert und erweitert                              | D-4-61-000-846 Wikidata | weitere Bilder |
| Concordiastraße 3 (Standort)                     | Ehemaliges Handwerkerhaus                                | Dreigeschossiges traufständiges Fachwerkhaus mit Mansarddach, im Kern um 1500, schlicht gegliederte massive Fassade um 1800, Umbau der Werkstatt zur Wohnung 1904, Dach 1887 verändert, 1984 Renovierung der Fassade nach Befund                       | D-4-61-000-66 Wikidata  | weitere Bilder |
| Concordiastraße 4 (Standort)                     | Hausfigur                                                | Holzstatue mit moderner Fassung, Nachbildung des Gnadenbildes Maria Trösterin von der ehemaligen Jesuitenkirche, um 1730 | D-4-61-000-67 Wikidata  | weitere Bilder |
| Concordiastraße 7, Obere Mühlbrücke 2 (Standort) | Ehemalige Bäckerei                                       | Zweiteiliges Eckanwesen: zweigeschossiges Eckhaus mit Mansarddach und Fassadengliederung, im Kern wohl um 1650, Veränderungen 1698 und 1744, südöstlich anschließender dreigeschossiger Teil mit Satteldach; Komplettneubau von Georg I. Hofbauer 1839 | D-4-61-000-68 Wikidata  | weitere Bilder |
| Concordiastraße 9 (Standort)                     | Bürgerhaus in Ecklage                                    | Stattlicher zweigeschossiger barocker Massivbau mit flacher Putzgliederung und Mansarddach, bauinschriftlich „1748“, Nachtwächterfigur 1937 | D-4-61-000-70 Wikidata  | weitere Bilder |
| Concordiastraße 9 (Standort)                     | Traufständiger schlichter Seitenflügel zur Molitorstraße | Dreigeschossig mit Satteldach, Bauinschrift am Türsturz, 1748 | D-4-61-000-70 Wikidata  | weitere Bilder |
| Concordiastraße 10 (Standort)                    | Kleinbürgerhaus                                          | Traufständiger zweigeschossiger Fachwerkbau mit Satteldach, 1711, massive Fassade mit Zwerchhaus, um 1798 | D-4-61-000-71 Wikidata  | weitere Bilder |
| Concordiastraße 11 (Standort)                    | Ehemals Regelhof (Riegelhof)                             | Im 14. Jahrhundert gestiftete Tertiarinnenniederlassung, seit dem 17. Jahrhundert in Privathand, mehrere, um einen Innenhof gruppierte Bauten | D-4-61-000-72 Wikidata  | weitere Bilder |
| Concordiastraße 11 (Standort)                    | Ehemals Regelhof (Riegelhof), Hauptgebäude               | Traufständiges zweigeschossiges Gebäude mit Satteldach, im Kern spätmittelalterlicher Steinbau, um 1700 renoviert | D-4-61-000-72 Wikidata  | weitere Bilder |
| Concordiastraße 11 (Standort)                    | Ehemals Regelhof (Riegelhof), ehemals Bräuhaus           | Im Molitorstrassenflügel, Massivbau mit Satteldach und rückwärtigem schmalem Gangbau zu den Gebäuden an der Riegelhofgasse, 18. Jh. | D-4-61-000-72 Wikidata  | weitere Bilder |
| Concordiastraße 11 (Standort)                    | Ehemals Regelhof (Riegelhof), Wohngebäude                | An der Riegelhofgasse, dreigeschossiges zur Regnitz abgewalmtes Gebäude, Obergeschosse in Fachwerk, teils verputzt, 18./19. Jh., 1901 im Innern verändert                                                                                              | D-4-61-000-72 Wikidata  | weitere Bilder |
| Concordiastraße 11 (Standort)                    | Ehemals Regelhof (Riegelhof), Nebengebäude               | An der Riegelhofgasse, dreigeschossiger Traufseitbau, massives Erdgeschoss, Obergeschosse in Fachwerk, 15./16. Jh., 1901 im Innern verändert | D-4-61-000-72 Wikidata  | weitere Bilder |
| Concordiastraße 11 (Standort)                    | Ehemals Regelhof (Riegelhof), Waschhaus                  | Um 1900 | D-4-61-000-72 Wikidata  | weitere Bilder |

### Dominikanerstraße
| Lage                                                                | Objekt                                                                                          | Beschreibung | Akten-Nr.                | Bild           |
| ------------------------------------------------------------------- | ----------------------------------------------------------------------------------------------- | --- | ------------------------ | -------------- |
| Dominikanerstraße 1 (Standort)                                      | Wohn- und Geschäftshaus                                                                         | Ehemaliges spätmittelalterliches Steinhaus, 1649 dreigeschossiger Ausbau mit Satteldachbau und Fachwerkgiebel, vereinheitlichende Verkleidung der Fassaden um 1730, Veränderungen der Erdgeschossfassade durch Emmerich Goes 1885, auf der Giebelspitze gefasste Mondsichelmadonna, Metall, wohl 1649, schmiedeeiserner Balkon 1887 | D-4-61-000-81 Wikidata   | weitere Bilder |
| Dominikanerstraße 2 (Standort)                                      | Ehemaliges Handwerkerhaus, heute Wohn- und Geschäftshaus                                        | Dreigeschossiger Traufseitbau, verputzter Massivbau mit Satteldach, im Kern 16./17. Jahrhundert, 1761 durch Friedrich Schneller umgebaut und mit heutiger barocker Fassade versehen, Schaufensterfront 1886 | D-4-61-000-82 Wikidata   | weitere Bilder |
| Dominikanerstraße 2 a (Standort)                                    | Ehemals Dominikanerkloster, Kirche Beatae Mariae Virginis und St. Christoph                     | Dreischiffige Hallenkirche des ehemals Dominikanerklosters mit eingezogenem Chor, spätgotischer verputzter Massivbau mit Satteldach, Dachwerk 1424 (d), Langhaus unter Verwendung älterer Bausubstanz 1401/02 (dendrochronologisch datiert), Chor 1416/17 (dendrochronologisch datiert), Dachwerk 1453 (dendrochronologisch datiert), mit Ausstattung | D-4-61-000-83 Wikidata   | weitere Bilder |
| Dominikanerstraße 2 a, Kasernstraße 4 (Standort)                    | Ehemals Dominikanerkloster, Kreuzgang                                                           | Östlich massive zweigeschossige Kreuzhofumbauung mit Kreuzgang, Sattel- und Pultdächer, 1464 im Bau, Hans Vorchheimer zugeschrieben | D-4-61-000-83 Wikidata   | weitere Bilder |
| Dominikanerstraße 2a, Kasernstraße 4 (Standort)                     | Ehemals Dominikanerkloster, heute Landbauamt und Wasserwirtschaftsamt                           | Nördlich Umbauung des äußeren bzw. Konventshofes, heute Wasserwirtschaftsamt, breitgelagerter dreiteiliger achsensymmetrischer Barockbau mit Front zur Regnitz, dreigeschossiger Mittelpavillon unter Walmdach, zweigeschossige Seitenflügel mit Mansardwalmdach, weitere den Hof umschließende Gebäude im gleichen Stil, von Justus Heinrich Dientzenhofer unter Mitwirkung Balthasar Neumanns                                                                                 | D-4-61-000-83 Wikidata   | weitere Bilder |
| Dominikanerstraße 4 (Standort)                                      | Ehemals Dominikanerkloster, ehemaliges Haus zu den Störchen                                     | Westliche Umbauung des ehemaligen Lazaretthofes, Haus unter den Störchen (heute Teil des Gasthauses Schlenkerla, vgl. Dominikanerstraße 6), 1965 durch barockisierende Fassadenmalerei mit nebenliegender Dominikuskapelle vereinheitlicht, spätmittelalterliches Bürgerhaus, dreigeschossiger massiver Traufseitbau mit Satteldach | D-4-61-000-83 Wikidata   | weitere Bilder |
| Dominikanerstraße 4 (Standort)                                      | Ehemals Dominikanerkloster, Dominikuskapelle                                                    | Im Kern um 1400, 1699 umgestaltet | D-4-61-000-83 Wikidata   | weitere Bilder |
| Dominikanerstraße 4, Dominikanerstraße 6, Kasernstraße 4 (Standort) | Ehemals Dominikanerkloster, ehemaliger Lazaretthofes                                            | Rückwärtig ehemaliger Lazarettbau, dreigeschossig, unterkellert, mit Satteldach, nach 1677 errichtet | D-4-61-000-83 Wikidata   | weitere Bilder |
| Dominikanerstraße 3 (Standort)                                      | Wohn- und Geschäftshaus                                                                         | Zweigeschossiger massiver Traufseitbau mit Satteldach, Putzbau mit Sandsteinrahmungen, 16./17. Jahrhundert, barocke Fassade 18. Jahrhundert, Dachwerk 1473–1475 (dendrochronologisch datiert), Schaufensterfront im Erdgeschoss 1876, Dachgauben 1884 Ehemaliges Rückgebäude von Karolinenstraße 10/12 (vgl. dort) | D-4-61-000-84 Wikidata   | weitere Bilder |
| Dominikanerstraße 5 (Standort)                                      | Wohn- und Geschäftshaus                                                                         | Ehemaliger Freihof der Zollner auf dem Brand, traufständiger dreigeschossiger Satteldachbau mit Kniestock, massiv, verputzt, im Kern 15. Jahrhundert über älteren Kellern, Neugestaltung der Fassade 1881, wohl nach Entwurf von Hans Dütsch, Erdgeschossveränderungen 19./20. Jahrhundert | D-4-61-000-86 Wikidata   | weitere Bilder |
| Dominikanerstraße 6 (Standort)                                      | Gasthaus zum Schlenkerla                                                                        | Dreigeschossiges traufständiges Hauptgebäude, massives Erdgeschoss Zierfachwerk in den Obergeschossen, Mitte 17. Jahrhundert, schmiedeeiserner Wirtshausausleger erste Hälfte 18. Jahrhundert; mit historischer Ausstattung Rückgebäude massiv mit Mansarddach, zweite Hälfte 18. Jahrhundert Zugehörig das Haus unter den Störchen, ehemaliger Teil des Dominikanerklosters (vgl. Anlageteil Dominikanerstraße 2 a und 4)                                                      | D-4-61-000-85 Wikidata   | weitere Bilder |
| Dominikanerstraße 7 (Standort)                                      | Wohnhaus, ehemaliges Stahlsches Schwesternhaus                                                  | Dreigeschossiger verputzter Bau mit Walmdach, Fachwerkkonstruktion im Kern 15. Jahrhundert, verschiedene Veränderungen im Innern erste Hälfte 18. Jahrhundert, verputzte Steinfassade von Georg I. Hofbauer 1841, im Treppenhaus Rotmarmorrelief mit Gnadenbild der Oberen Pfarre, bezeichnet „1801“ Rückgebäude, nahtlos anknüpfende dreigeschossige Rückgebäude, Erdgeschoss massiv, Obergeschosse in verputztem Fachwerk, Satteldach und Walmdach, mit liegendem Stuhl, 1753 | D-4-61-000-1689 Wikidata | weitere Bilder |
| Dominikanerstraße 8 (Standort)                                      | Wohn- und Geschäftshaus, ehemalige Hofbäckerei                                                  | Dreigeschossiges Traufseithaus, Massivbau mit Mansarddach und flach gegliederter Barockfassade, bezeichnet „1777“, Vergrößerung der Erdgeschossfenster 1879, Marienfigur 1777, königlich bayerisches Wappen 19. Jahrhundert | D-4-61-000-87 Wikidata   | weitere Bilder |
| Dominikanerstraße 9 (Standort)                                      | Ehemalige Brauerei zum Ringlein                                                                 | Dreigeschossiger Eckbau mit Satteldach, massives Erdgeschoss, Obergeschosse in Fachwerk, um 1660 errichtet, 1837 Erdgeschossfassade massiv erneuert, dreigeschossiger traufständiger Seitenflügel aus Fachwerk an der Ringleinsgasse, 18. Jahrhundert | D-4-61-000-88 Wikidata   | weitere Bilder |
| Dominikanerstraße 10; Dominikanerstraße 10 a (Standort)             | Ehemaliges Palais Schrottenberg, dann Gasthaus Hofbräuschänke, jetzt Gasthaus zur alten Hofreit | Stattliches, dreigeschossiges Eckhaus aus Vorder- und Rückgebäude mit langer Front zur Kasernstraße, massives Erdgeschoss mit genuteten Ecklisenen, verputzte Fachwerkobergeschosse, Walmdach, 1697–1700 (dendrochronologisch datiert) | D-4-61-000-89 Wikidata   | weitere Bilder |

### Eisgrube
| Lage                       | Objekt                                 | Beschreibung | Akten-Nr.               | Bild           |
| -------------------------- | -------------------------------------- | --- | ----------------------- | -------------- |
| Eisgrube 1 (Standort)      | Wohnhaus                               | Traufständiger, zur Straße dreigeschossiger, hofseits viergeschossiger Satteldachbau, Erd- und erstes Obergeschoss massiv, zweites Obergeschoss verputztes Fachwerk, im Kern wohl um 1500, Fassade um 1800, hofseitiges drittes Obergeschoss 19. Jahrhundert | D-4-61-000-119 Wikidata | weitere Bilder |
| Eisgrube 2 (Standort)      | Wohnhaus                               | Dreigeschossiges Traufseithaus, Erdgeschoss in Sandsteinquader, Obergeschosse in Fachwerk, Satteldach, im Kern noch spätmittelalterlich, Sandsteinwappenscheiben um 1581, in der ersten Hälfte des 17. Jahrhunderts ausgebaut, Erdgeschossumbau 1846 Zum Rückgebäude vermittelnder Gangbau Zweigeschossiges Rückgebäude auf Winkelgrundriss, massives Erdgeschoss, Fachwerkobergeschoss, Satteldach, um 1720. Fassadenwappen: links des Portals Baur (Bauer) von Heppenstein, rechts des Portals Ebner von Eschenbach | D-4-61-000-121 Wikidata | weitere Bilder |
| Eisgrube 4 (Standort)      | Pfarrhof der Oberen Pfarre             | An stark abfallendem Gelände errichteter zweiflügeliger Putzbau, zur Hölle und zum Frauenplatz eingeschossig, zur Eisgrube zweigeschossig, Westflügel, mit Walmdach, Untergeschoss massiv, Obergeschoss zum Teil in Fachwerk, im Kern spätmittelalterlich, 1621 und 1770 erneuernd ausgebaut, an der Südseite zwei die beiden Ausbauphasen bezeichnende Wappenreliefs, an der Ostseite Stuckrelief des Auferstandenen in Rocaillekartusche                                                                            | D-4-61-000-122 Wikidata | weitere Bilder |
| Frauenplatz 1 a (Standort) | Pfarrhof der Oberen Pfarre, Nordflügel | Zum Frauenplatz eingeschossiger Massivbau mit Walmdach, zur Eisgrube zweigeschossig mit Mansarddach und Halbwalm, 1789/90, mit Ausstattung | D-4-61-000-122 Wikidata | weitere Bilder |
| Nähe Eisgrube (Standort)   | Pfarrhof der Oberen Pfarre, Garten     | Mit auf der Nordostecke der Gartenmauer aufsitzendem Gartenpavillon, zweigeschossiger Putzbau mit Mittelrisalit und Walmdach, um 1760/70 | D-4-61-000-122 Wikidata | weitere Bilder |

### Elisabethenstraße
| Lage                                                                       | Objekt                                            | Beschreibung | Akten-Nr.                | Bild                                        |
| -------------------------------------------------------------------------- | ------------------------------------------------- | --- | ------------------------ | ------------------------------------------- |
| Elisabethenstraße 2 b (Standort)                                           | Ehemaliger Fürstbischöflicher Großer Hofheustadel | Traufständige, gemauerte Scheune mit Satteldach, Backstein verputzt über profiliertem Sandsteinsockel, zwei stichbogige Einfahrten, um 1743, vielleicht von Johann Jakob Michael Küchel, am unteren Gebäudeteil Überformung durch Schleppgaube von 1954          | D-4-61-000-134 Wikidata  | weitere Bilder                              |
| Grünhundbrunnen 2, Elisabethstraße 1, 3, 5, Obere Sandstraße 31 (Standort) | Stadtbefestigung der bürgerlichen Bergstadt       | Reste der Stadtmauer, Werksteinmauer des 12./13. Jahrhunderts, 1703 um einige Backsteinlagen erhöht, zwischen Grünhundbrunnen 2 und den an die Mauer gebauten Scheunen Elisabethstraße 1, 3 und 5 bis zum Grundstück Obere Sandstraße 31                         | D-4-61-000-218 Wikidata  | Stadtbefestigung der bürgerlichen Bergstadt |
| Elisabethenstraße 5 (Standort)                                             | Fachwerkstadel                                    | Mit hohem straßenseitig abgewalmtem Satteldach, rückwärtig Fachwerkgiebel über Stadtmauerrest des 12./13. Jahrhunderts, 1722/23 errichtet, Fachwerkfreilegung 1939, Wohnungseinbau 1979 als Rückwand Reste der Stadtmauer der Bürgerlichen Bergstadt (vgl. dort) | D-4-61-000-137 Wikidata  | weitere Bilder                              |
| Nähe Elisabethenstraße (Standort)                                          | Ehemalige fürstbischöfliche Hofheuwaage           | Zweigeschossiges traufständiges Lagerhaus mit Pultdach, Erdgeschoss massiv, Obergeschoss Fachwerk, verputzt, errichtet nach 1767, mit der Rückwand an die ehemalige Stadtmauer stoßend                                                                           | D-4-61-000-1873 Wikidata | weitere Bilder                              |

### Frauenplatz
| Lage                                    | Objekt                                      | Beschreibung | Akten-Nr.                | Bild           |
| --------------------------------------- | ------------------------------------------- | --- | ------------------------ | -------------- |
| Frauenplatz 1 (Standort)                | Obere Pfarre                                | Katholische Stadtpfarrkirche zu Unserer Lieben Frau, spätgotisches dreischiffig basilikales Langhaus mit asymmetrisch gestelltem Südwestturm und polygonalem basilikalem Umgangschor mit Kapellenkranz von hoher städtebaulicher Wirksamkeit nach Osten, sandsteinsichtiger Werksteinbau, Baubeginn des Langhauses mit Satteldach über dem Obergaden und Pultdächern über den Seitenschiffen bezeichnet 1338, Vollendung um 1380 (Weihe 1387), Vorhalle vor der Brautpforte, um 1380/90, Umgangschor in typischen Formen der Parlergotik, 1392 begonnen, Chordach 1420/21 (dendro.-dat.), Choreinwölbung um 1431/40, Turmobergeschosses um 1470/80 vollendet, Türmerstube mit Haube 1537/38, 1711–1721 vor allem im Inneren barockisiert, Umbau des Chordachs mit Abwalmung nach Westen 1769 durch Johann Jakob Michael Küchel, nach 1802 Grabdenkmäler des 16. bis Ende des 18. Jahrhunderts in den Außenmauern eingemauert, Neubau der Sakristei an der Chorsüdseite 1839 von Philipp Madler, mit Ausstattung An der Nordwestecke Ölbergkapelle, pultdachüberfangene Arkade, 1502 | D-4-61-000-186 Wikidata  | weitere Bilder |
| Frauenplatz 3, Frauenplatz 4 (Standort) | Stadtbefestigung der bürgerlichen Bergstadt | Reste in die Rückseiten der Neubauten am Frauenplatz 3 und 4 einbezogen | D-4-61-000-218 Wikidata  | BW             |
| Frauenplatz 5 (Standort)                | Wohngebäude                                 | Zum Kaulberg dreiseitig freistehend, ehemals an das mittlere Kaulberger Tor anschließend, über hohem Sockelgeschoss zweigeschossig, massives Erdgeschoss um 1600, mit Fachwerkobergeschoss 18. Jahrhundert, mit abgewalmtem Satteldach 1810, Aufstockung des Anbaus zum Schulplatz 1853 | D-4-61-000-1419 Wikidata | weitere Bilder |

### Geyerswörthplatz
| Lage                          | Objekt                      | Beschreibung | Akten-Nr.               | Bild           |
| ----------------------------- | --------------------------- | --- | ----------------------- | -------------- |
| Geyerswörthplatz 1 (Standort) | Wohn- und Geschäftshaus     | Traufständig mit Mansardpultdach, spätbarocke Sandsteinquaderfassade mit Pilastergliederung, im Kern wohl frühes 17. Jahrhundert, heutige Gestalt Mitte 18. Jahrhundert | D-4-61-000-191 Wikidata | weitere Bilder |
| Geyerswörthplatz 2 (Standort) | Wohn- und Geschäftshaus     | Stattlicher, dreiseitig freistehender zweiteiliger Gebäudekomplex in städtebaulich wichtiger Ecklage, dreigeschossiger pavillonartiger Hauptbau mit gleich hohem Seitenflügel, verputzter Massivbau mit genuteten Ecklisenen, Walmdach, im Kern frühes 18. Jahrhundert, Innenausbau um 1800, Erdgeschoss und eingeschossiger Vorbau mit Ladenarkaden von 1906 durch Ladenausbau 1958 verändert | D-4-61-000-192 Wikidata | weitere Bilder |
| Geyerswörthplatz 3 (Standort) | Wohn- und Geschäftshaus     | Traufständiges Eckhaus, verputzter Massivbau mit Satteldach und Volutengiebel, gegen 1600, beim Umbau in der ersten Hälfte 18. Jahrhundert u. a. Traufseitenfassade verändert, Immaculatafigur Mitte 18. Jahrhundert | D-4-61-000-193 Wikidata | weitere Bilder |
| Geyerswörthplatz 5 (Standort) | Ehemaliges Mehlwaaghäuschen | Bescheidener zweigeschossiger Mansardwalmdachbau, verputzter Massivbau auf dreiseitig geschlossenem Grundriss, um 1768; den Zugang zur Geyerswörthbrücke eröffnend | D-4-61-000-194 Wikidata | weitere Bilder |

### Grünhundsbrunnen
| Lage                          | Objekt         | Beschreibung | Akten-Nr.               | Bild           |
| ----------------------------- | -------------- | --- | ----------------------- | -------------- |
| Grünhundsbrunnen 1 (Standort) | Bürgerhaus     | Zweigeschossiges traufständiges Wohnhaus mit Mansarddach, massiv, verputzt, mit flacher Fassadengliederung, 1791/92, Zwerchhaus 1914                                                                                | D-4-61-000-217 Wikidata | weitere Bilder |
| Grünhundsbrunnen 3 (Standort) | Wohnhaus       | Zweigeschossiger Satteldachbau mit Krüppelwalm nach Nordwesten und rückwärtig schmalerer Anbau, massives Erdgeschoss, am Giebel verschiefertes Fachwerkobergeschoss, im Kern um 1750, bezeichnet 1822, verschiefert | D-4-61-000-219 Wikidata | weitere Bilder |
| Grünhundsbrunnen 3 (Standort) | Kreuzschlepper | Terrakotta (?), um 1880, Adam Christ zugeschrieben, unter dem Dach des nordwestlichen Nebengebäudes von Grünhundsbrunnen 3, an der Mauer zur Residenzstraße                                                         | D-4-61-000-221 Wikidata | weitere Bilder |

### Herrenstraße
| Lage                      | Objekt                                                   | Beschreibung | Akten-Nr.               | Bild           |
| ------------------------- | -------------------------------------------------------- | --- | ----------------------- | -------------- |
| Herrenstraße 1 (Standort) | Ehemaliges Haus zum Güldenen Hirschen                    | Heute Wohn- und Geschäftshaus, dreigeschossiger giebelständiger Eckbau mit Satteldach, massiv verputzt, mit Ecklisenen und historistischem Dekor, um 15./16. Jahrhundert als Steinhaus errichtet, 1692 verändert, 1854 ausgekernt und nach Plänen von Georg Bitter und Georg II. Hofbauer dreigeschossig ausgebaut und mit Fassade nach Entwurf von Johann Wilhelm Frank versehen, Neugestaltung der Fassade des Seitenflügels 1874 Georg II. Hofbauer, Schaufensterfront 1908 von Daniel Fuchs | D-4-61-000-313 Wikidata | weitere Bilder |
| Herrenstraße 2 (Standort) | Wohn- und Geschäftshaus                                  | Viergeschossiger traufständiger Satteldachbau, 1832 nach Plänen von Joseph III. Dennefeld als zweigeschossiger Massivbau errichtet, 1875 nach Plänen von Georg II. Hofbauer aufgestockt und mit spätklassizistischer Fassade versehen, Erdgeschoss und Schaufensterfront 1961 überformt Viergeschossiges Hinterhaus mit Satteldach, Erdgeschoss massiv, Obergeschosse in Fachwerk, wohl 17. Jahrhundert, über Seitenflügel (mit Pultdach) mit Vorderhaus vereint                                | D-4-61-000-314 Wikidata | weitere Bilder |
| Herrenstraße 4 (Standort) | Wohn- und Geschäftshaus, sogenanntes Haus zum Roten Hahn | Viergeschossiges Traufseithaus, massiv verputzt, im Kern spätmittelalterliches Steinhaus, 1715 barock umgebaut und mit neuer Fassade versehen, drittes Obergeschoss straßenseitig Anfang 19. Jahrhundert, rückwärtig 1913, Erdgeschossumbau 1938 in barockisierenden Formen, Maria-Hilf-Figur und Hauszeichen erste Hälfte 18. Jahrhundert | D-4-61-000-315 Wikidata | weitere Bilder |

### Hinterer Bach
| Lage                                         | Objekt                                                               | Beschreibung | Akten-Nr.               | Bild                       |
| -------------------------------------------- | -------------------------------------------------------------------- | --- | ----------------------- | -------------------------- |
| Hinterer Bach 1 (Standort)                   | Sogenanntes Haus zum Sittich                                         | Zweigeschossiges Eckwohnhaus mit abgewalmtem Satteldach, langgestreckter Seitenflügel, Erdgeschoss massiv, Obergeschoss verputztes Fachwerk, um 1700; 1757–1797 Wohnhaus des Hofuhrmachers Leopold Hoyß | D-4-61-000-330 Wikidata | weitere Bilder             |
| Hinterer Bach 2 (Standort)                   | Wohnhaus                                                             | Zweigeschossiges traufständiges Satteldachhaus, Erdgeschoss massiv, Obergeschoss in Fachwerk, erste Hälfte 18. Jahrhundert | D-4-61-000-331 Wikidata | weitere Bilder             |
| Hinterer Bach 3 (Standort)                   | Ehemaliges Domvikarierhaus Beatae Mariae Virginis in seultura junior | Giebelständiges Steingebäude (Kemenate) mit Satteldach, ursprünglich zweigeschossiger Bau des späten 13. Jahrhunderts, 1327 (dendro.-Dat.) um ein Geschoss erhöht, 1727/28 (dendro.-dat.) Verstärkung des Dachwerks                                                                                         | D-4-61-000-332 Wikidata | weitere Bilder             |
| Hinterer Bach 8 (Standort)                   | Ehemaliges Domvikarierhaus                                           | Sogenanntes Haus zum Lindwurm, Eckbau mit Mansardwalmdach, massiv und Fachwerk, verputzt, Rahmungen in Sandstein, 1738/39 von Johann Jakob Michael Küchel, Dachgeschossausbau 1907, bauzeitliche Baldachinnische mit jüngerer Hausfigur, Immaculata, Ende 18. Jahrhundert (wohl erst 1956 hier aufgestellt) | D-4-61-000-333 Wikidata | weitere Bilder             |
| Hinterer Bach 9; Hinterer Bach 11 (Standort) | Ehemaliges Domvikarierhaus                                           | Zweites Seelmesserhaus, zweigeschossiges traufständiges Doppelhaus mit Satteldach, massiv, zweite Hälfte 18. Jahrhundert, das Innere 1965 verändert | D-4-61-000-334 Wikidata | Ehemaliges Domvikarierhaus |
| Hinterer Bach 10 (Standort)                  | Ehemaliges Domvikarienhaus St. Johannes Evangelista                  | Zweigeschossiger traufständiger Satteldachbau, Erdgeschoss massiv, Obergeschoss verputztes Fachwerk, 1702–1706 neu erbaut, 1818 bis 1888 mit Vorderer Bach 7 und 8 (vgl. dort) Teil einer Tabakfabrik | D-4-61-000-335 Wikidata | weitere Bilder             |
| Hinterer Bach 12 (Standort)                  | Ehemaliges Domkapitelsches Schwesternhaus                            | Zweigeschossiger traufständiger Mansardwalmdachbau, freigelegtes konstruktives Fachwerk, 1745 neu errichtet | D-4-61-000-337 Wikidata | weitere Bilder             |

### Judenstraße
| Lage                                        | Objekt | Beschreibung | Akten-Nr.               | Bild                                             |
| ------------------------------------------- | --- | --- | ----------------------- | ------------------------------------------------ |
| Judenstraße 1 (Standort)                    | Ehemalige Kapelle Unserer Lieben Frau (Marienkapelle), jetzt Christuskirche der Evangelischen-Freikirchlichen Gemeinde | Kleiner spätgotischer Saalbau in Quadermauerwerk mit Satteldach, spätestens um 1560, vielleicht von Hans Vorchheimer, anstelle der zerstörten Synagoge errichtet, polygonaler Chor (1467 dendrochronologisch datiert) bis 1470 (Neuweihe), durchgreifende Instandsetzungen 1726 und 1976 | D-4-61-000-398 Wikidata | weitere Bilder                                   |
| Judenstraße 2 (Standort)                    | Stattliches Bürgerhaus, ehemaliges Brauhaus zum Löwen                                                                  | Dreigeschossiger, traufständiger Bau mit Satteldach und einheitlicher gegliederter Barockfassade, im Kern kleines spätmittelalterliches Handwerkerhaus und 1642 neu errichtetes Brauereigebäude, um 1725/30 durch gemeinsame Fassade zusammengefasst, daran Hausfigur mit Marienkrönung, Johann Peter Benckert zugeschrieben, um 1740                                                                      | D-4-61-000-399 Wikidata | weitere Bilder                                   |
| Judenstraße 2 (Standort)                    | Stumpf eines Patrizierturmes                                                                                           | Um 1215 | D-4-61-000-663 Wikidata | BW                                               |
| Judenstraße 4 (Standort)                    | Bürgerhaus | Vorderhaus, dreigeschossiger traufständiger Satteldachbau mit gegliederter Fassade Rückwärtig zwei Seitenflügel und ein Hinterhaus, Mitte 18. Jahrhundert | D-4-61-000-400 Wikidata | weitere Bilder                                   |
| Judenstraße 5; Schranne 4 c (Standort)      | Ehemaliges fürstbischöfliches Weißbierhaus                                                                             | Vorderhaus Judenstraße 5, traufständiges zweigeschossiges Gasthaus, massiver Satteldachbau mit Staffelgiebel nach Süden, rückwärtig zwei Hofflügel, im Kern 16. Jahrhundert, Umbauten um 1691, 1829, nach Brand 1911 und 1986–1989 Rückgebäude Schranne 4c, dreigeschossiger massiver Satteldachbau, am Portalbogen bezeichnet „1691“, entkernt 1978/79                                                    | D-4-61-000-401 Wikidata | weitere Bilder                                   |
| Judenstraße 6 (Standort)                    | Bürgerhaus | Hauptgebäude dreigeschossiges traufständiges Wohnhaus, teils massiv, teils in Fachwerk, mit Satteldach und gegliederter Fassade, 18. Jahrhundert | D-4-61-000-402 Wikidata | weitere Bilder                                   |
| Judenstraße 7 (Standort)                    | Ehemaliges Gasthaus Zum Schwarzen Adler, später Gasthaus Polarbär                                                      | Dreigeschossiger traufständiger Bau, im Kern vielleicht noch Substanz des 16. Jahrhunderts, vermutlich aber 1736/38 mit gegliederter Fassade in der Art des Justus Heinrich Dientzenhofer über älteren Kellern neu errichtet | D-4-61-000-403 Wikidata | weitere Bilder                                   |
| Judenstraße 8, 10 (Standort)                | Mehrteiliges dreigeschossiges Bürgeranwesen an der Ecke Eisgrube                                                       | Im Kern mittelalterliche Bauten, darunter zwei Steinhäuser, zweite Hälfte 18. Jahrhundert durch einheitliche Fassaden zusammengefasst und 1834 zu einem Anwesen vereinigt Nr. 8, ehemaliges Haus Crametsvogel, traufständiges Wohnhaus mit Satteldach, mit Rückgebäuden Kemenate, um 1650 weitgehend neu errichtet, um 1750 umgestaltet                                                                    | D-4-61-000-404 Wikidata | weitere Bilder                                   |
| Judenstraße 8, 10 (Standort)                | Mehrteiliges dreigeschossiges Bürgeranwesen an der Ecke Eisgrube                                                       | Im Kern mittelalterliche Bauten, darunter zwei Steinhäuser, zweite Hälfte 18. Jahrhundert durch einheitliche Fassaden zusammengefasst und 1834 zu einem Anwesen vereinigt Eckhaus Nr. 10, ehemaliges Haus zu der Lattern/Leitern, nach 1630, 1654 mit dem rückwärtigen Haus zur Eisgrube und zugehöriger weiterer Kemenate vereinigt, die vereinigten Gebäude letztes Viertel 18. Jahrhundert umgestaltet  | D-4-61-000-404 Wikidata | weitere Bilder                                   |
| Judenstraße 9; Sonnenplätzchen 1 (Standort) | Stattliches Bürgerhaus                                                                                                 | Dreigeschossig, traufständig, massives Erdgeschoss 1928, Obergeschosse der Straßenfront mit Zierfachwerk, 1592/93 (dendrochronologisch datiert), am Hof zwei Seitenflügel in Fachwerk Rückgebäude, Sonnenplätzchen 1, dreigeschossiger Bau, massives Erdgeschoss, verputzte Fachwerkobergeschosse, Satteldach, 1672 (dendrochronologisch datiert), 1709 (dendrochronologisch datiert) und um 1800 umgebaut | D-4-61-000-405 Wikidata | weitere Bilder                                   |
| Judenstraße 11 (Standort)                   | Ehemaliges Gasthaus zum Blümlein                                                                                       | Zweigeschossiges verputztes Traufseithaus, mit Mansarddach, wohl 1731 neu erbaut, dreiteiliges Torblatt mit Oberlicht und Hausfigur, Hl. Aloysius von Gonzaga, drittes Viertel 18. Jahrhundert, Hauszeichen eines späteren Besitzers bezeichnet „1816“, nördliches Seitengebäude am Hof drittes Viertel 18. Jahrhundert                                                                                    | D-4-61-000-407          | weitere Bilder                                   |
| Judenstraße 13 (Standort)                   | Wohnhaus | Dreigeschossiger traufständiger Massivbau mit Mansarddach, rückwärtiger Flügelbau, im Kern wohl spätmittelalterlich. Mitte 18. Jahrhundert modernisiert, das Äußere 1965/66 verändert | D-4-61-000-409 Wikidata | weitere Bilder                                   |
| Judenstraße 15 (Standort)                   | Bürgerhaus | Schmaler dreigeschossiger Bau, traufseitig, mit zur Hälfte abgewalmtem Mansarddach, Erdgeschoss massiv, Obergeschosse wohl in Fachwerk, 18. Jahrhundert, Fassade 1864 nach Plan von Adam Mößmeringer neu errichtet | D-4-61-000-411 Wikidata | weitere Bilder                                   |
| Judenstraße 17 (Standort)                   | Sogenanntes Haus zur Trommel, ehemalige Bäckerei                                                                       | Vorderhaus, zweigeschossiges, giebelständiges Wohnhaus mit Halbwalmdach, Außenerscheinung 18. Jahrhundert, im Obergeschoss stuckierte Rocaillenische um 1750/60, mit Muttergottesstatue um 1720, Dachwerk 1866 erneuert | D-4-61-000-414 Wikidata | weitere Bilder                                   |
| Judenstraße 17 (Standort)                   | Sogenanntes Haus zur Trommel, ehemalige Bäckerei                                                                       | Hinterhaus, Traufständig zur Schimmelsgasse zweigeschossig, Obergeschoss in Fachwerk, 18. Jahrhundert | D-4-61-000-414 Wikidata | Sogenanntes Haus zur Trommel, ehemalige Bäckerei |
| Judenstraße, Balthasargäßchen (Standort)    | Brunnen | Stein, halbrundes Becken, Brunnenstock mit seitlichen Voluten von Putto bekrönt, die Formen neuklassizistisch, von Max Hofstetter und Franz Bauer 1915 | D-4-61-000-413 Wikidata | weitere Bilder                                   |

### Karolinenstraße
| Lage                                                                  | Objekt                                                                                       | Beschreibung | Akten-Nr.               | Bild           |
| --------------------------------------------------------------------- | -------------------------------------------------------------------------------------------- | --- | ----------------------- | -------------- |
| Karolinenstraße (Standort)                                            | Düthorn- oder Adlerbrunnen                                                                   | Spätbarock gegliederte Sockelarchitektur mit Adlerskulptur, Sandstein, 1771 von Franz Ignaz Michael Neumann, mit erneuerter Adlerfigur; bei Karolinenstraße 6 an der Rampe zur Oberen Brücke | D-4-61-000-461 Wikidata | weitere Bilder |
| Karolinenstraße 1 (Standort)                                          | Sogenannte Alte Münze, später Neue Kram, heute Wohn- und Geschäftshaus                       | Stattlicher Bürgerhauskomplex, zweiflügeleliger Eckbau am westlichen Kopf der Oberen Brücke, zur Karolinenstraße drei- zur Regnitz viergeschossiger verputzter Fachwerkbau mit massivem Erd- und Untergeschoss, Satteldach, Vorderhaus um 1534, Fassade zur Karolinenstraße um 1730/40, langgestreckter Seitenflügel am Regnitzufer und Hinterhaus zum Geyerswörthplatz nach 1606, verschiedene Umbauten (Erhöhung des Hinterhauses Ladenerweiterung und Schaufensterfront) durch Georg II. Hofbauer zwischen 1865 und 1901                                                  | D-4-61-000-456 Wikidata | weitere Bilder |
| Karolinenstraße 3 (Standort)                                          | Haus zum Vogel, Wohn- und Geschäftshaus                                                      | Viergeschossiges Traufseithaus mit Mansarddach, Werkstein, mit nobel gegliederter Sandsteinfassade, wohl Mitte 18. Jahrhundert, Ladeneinbau 1873 von Georg I. Hofbauer, Ladenumbau 1927 von Hanns Veit | D-4-61-000-457 Wikidata | weitere Bilder |
| Karolinenstraße 4 (Standort)                                          | Haus zum Rebstock, ehemaliges Bürgerhaus, heute Wohn- und Geschäftshaus                      | Dreigeschossiges Traufseithaus mit Mansarddach, sandsteinsichtige spätbarocke Werksteinfassade, südliche Untergeschosswand wohl 16. Jahrhundert, im Übrigen Neubau 1762/63 | D-4-61-000-458 Wikidata | weitere Bilder |
| Karolinenstraße 5 (Standort)                                          | Wohn- und Geschäftshaus in Ecksituation                                                      | Viergeschossiger Massivbau mit Mansardpultdach, straffe Gliederung mit abgerundeter Nordwestecke, mittleres 18. Jahrhundert, vielleicht von Johann Jakob Michael Küchel, 1880 Änderung der Erdgeschossfassade durch Franz Xaver Sepp, Ladenräume 1956 modern verändert | D-4-61-000-459 Wikidata | weitere Bilder |
| Karolinenstraße 6 (Standort)                                          | Haus zum Düthorn, Wohn- und Geschäftshaus                                                    | In Ecksituation, dreigeschossiger Sandsteinquaderbau mit Walmdach, mit repräsentativer, monumental gegliederter Werksteinfassade, barock, aufwändige Toreinfahrtsgestaltung mit Nischenfigur heiliger Jakobus major zwischen Putten mit Vasen, vielleicht von Johann Leonhard Dientzenhofer Ende 17. Jahrhundert, Erdgeschossüberformung mit Schaufenstereinbau 1931 | D-4-61-000-460 Wikidata | weitere Bilder |
| Karolinenstraße 7 (Standort)                                          | Sogenanntes Haller-Haus, heute Gasthaus                                                      | Dreigeschossiger dreiseitig freistehender Sandsteinquaderbau mit Walmdach, im Kern 1602/03, heutiges Erscheinungsbild wesentlich um 1730, Neuausteilung des Erdgeschosses zu einem Cafè 1919 durch Anton Staller | D-4-61-000-462 Wikidata | weitere Bilder |
| Karolinenstraße 8 (Standort)                                          | Ehemalige Untere Apotheke, heute Wohn- und Geschäftshaus                                     | Steilgiebeliger dreigeschossiger Satteldachbau in Ecklage, Erdgeschoss massiv, Obergeschosse verputztes Fachwerk, im Kern 15. Jahrhundert, um 1700 modernisiert, Erdgeschoss entkernt und überformt | D-4-61-000-463 Wikidata | weitere Bilder |
| Karolinenstraße 9 (Standort)                                          | Haus zum Güldenen Stern, dann Schnappaufsches Priesterhaus, später Schullehrerseminar        | Stattliches Bürgerhaus, barocke Straßenfronten dreigeschossig, massiv verputzt mit Sandsteingliederungen, Rückseiten nur im Erdgeschoss massiv, Obergeschosse in Fachwerk, Mansardwalmdach, im Kern wohl spätes 16. Jahrhundert, die Gesamterscheinung als Eckhaus mit Mansarddach bestimmender Um- und Ausbau um 1730/40, Veränderung der Erdgeschossfassaden 1832, Umgestaltung der Inneren Gesamtdisposition 1896 Ehemaliges Rückgebäude vgl. Schranne 10 | D-4-61-000-464 Wikidata | weitere Bilder |
| Karolinenstraße 10, Karolinenstraße 12 (Standort)                     | Wohn- und Geschäftshaus, Doppelhaus                                                          | Stattlicher traufständiger dreigeschossiger Mansarddachbau, Massivbau, verputzt mit Sandsteinrahmen, Dachwerk eines Satteldachs 1454/55 (dendrochronologisch datiert), Erweiterung zum Mansarddach und vorgeblendete Barockfassade mit Marienstatue um 1730/40 vielleicht von Johann Jakob Michael Küchel, östl. Hofseitenflügel, frühestens 1560 (dendrochronologisch datiert) Ehemaliges Rückgebäude vgl. Dominikanerstraße 3 | D-4-61-000-465 Wikidata | weitere Bilder |
| Karolinenstraße 11 (Standort)                                         | Haus zur Grünen Linde, sogenanntes Bibrahaus, Stadthaus der von Bibra                        | Dreigeschossiger Sandsteinquaderbau in strengen Barockformen, Satteldach, Säulenportal mit figurenbesetztem (Immaculata zwischen Flora und Ceres) Sprenggiebel und Allianzwappen von Bibra-von Eyb, wohl von Johann Dientzenhofer 1716; mit reicher Ausstattung | D-4-61-000-466 Wikidata | weitere Bilder |
| Karolinenstraße 13 (Standort)                                         | Wohn- und Geschäftshaus                                                                      | Dreigeschossiges, zweiachsiges Traufseithaus, Erdgeschoss massiv, verputzte Fachwerkobergeschosse, Satteldach, im Kern 15. Jahrhundert, Außenerscheinung 18. Jahrhundert, Ladeneinbau im Erdgeschoss 1866 | D-4-61-000-468 Wikidata | weitere Bilder |
| Karolinenstraße 17 (Standort)                                         | Wohn- und Geschäftshaus in Ecklage                                                           | Zweigeschossiger verputzter Fachwerkbau mit Satteldach, im Kern spätmittelalterlich, 1430 (dendrochronologisch datiert) teilweise neu errichtet, 1471 Dachgerüst erneuert, erstes Drittel 18. Jahrhundert um eine Fensterachse erweitert, Modernisierung zweite Hälfte 19. Jahrhundert | D-4-61-000-470 Wikidata | weitere Bilder |
| Karolinenstraße 18 (Standort)                                         | Sogenanntes Marschalkhaus-von-Ostheimsches Haus, Stadtsitz einer Adelsfamilie                | Mehrteilige drei- bis viergeschossige Baugruppe in Ecklage, Vorderhaus in verputzten Sandsteinquadern mit aufgesetztem dritten Obergeschoss in Fachwerk und Satteldach, dahinter Treppenhausbau und abknickender Seitenflügel, Satteldachbau mit einheitlicher dreigeschossiger Front zur Ringleingasse, im Hof viergeschossiges Rückgebäude mit massivem Erd- und Fachwerkobergeschossen, im Kern spätmittelalterlich, nach 1602 (drittes Obergeschoss) und vor allem um 1720/30 in barocken Formen um- und aufwändig ausgebaut, Ladeneinbauten von Georg II. Hofbauer 1873 | D-4-61-000-471 Wikidata | weitere Bilder |
| Karolinenstraße 19 (Standort)                                         | Haus zum Lindwurm, ehemaliges Handwerkerhaus, heute Wohn- und Geschäftshaus                  | Dreigeschossiges Satteldachhaus, massiv, verputzt, im Kern hochmittelalterliches Steinhaus aus Sandsteinquadern, 13. Jahrhundert, erweitert 1575/60-1606/07 (dendrochronologisch datiert), 1851 von Georg II. Hofbauer mit schlichter Fassade versehen, moderner Ladenumbau 1956 | D-4-61-000-472 Wikidata | weitere Bilder |
| Karolinenstraße 20 (Standort)                                         | Ehemalige Hofapotheke                                                                        | Mehrteiliger, unter einem Dach zusammengefasster dreigeschossiger Sandsteinquaderbau in Ecklage zur Ringleinsgasse, Erdgeschoss und erstes Obergeschoss des Flügels zur Ringleingasse um 1490, Ausbau des Eckgebäudes auf drei Geschosse durch Zimmermann Jörg Wieber und Steinmetz Asmus Braun 1577/78, weiterer Ausbau, bergwärtiger Erweiterungsbau und Aufsetzen des Mansarddaches 1740–1770; Materialkammer mit Ausstattung, 1772 | D-4-61-000-473 Wikidata | weitere Bilder |
| Karolinenstraße 22 (Standort)                                         | Wohn- und Geschäftshaus                                                                      | Steinhaus, viergeschossiger Sandsteinquaderbau mit steilem Walmdach, verputzt mit geohrten Sandsteinfensterrahmungen, rückwärtig sich in den Seitenflügel hineinziehender zweigeschossiger Laubengang, spätmittelalterlich, äußere Erscheinung Ende 18. Jahrhundert, Erdgeschossfassade 1837 und 1893 verändert, Seitenflügel und Rückgebäude, im Kern wohl 17. Jahrhundert | D-4-61-000-474 Wikidata | weitere Bilder |
| Karolinenstraße 23 (Standort)                                         | Haus zur Helle, nachmals zu der Fortun, ehemaliges Bürgerhaus, heute Wohn- und Geschäftshaus | Dreigeschossiger traufständiger Putzbau mit Satteldach, Erdgeschoss massiv, Obergeschosse in Fachwerk, im Kern 1545, zweites Obergeschoss und Nebengebäude mit Rückgebäude zweite Hälfte 16./17. Jahrhundert, Fassadenänderung mit Ladeneinbau 1872 von Georg II. Hofbauer | D-4-61-000-868 Wikidata | weitere Bilder |
| Karolinenstraße 25 (Standort)                                         | Sogenanntes Roppelthaus                                                                      | Vorgezogenes Eckhaus mit die Straßenbiegung zum Domberg aufnehmender Schmalseite und der Breitseite zur Roppeltsgasse, Bürgerhaus, dreigeschossiger, barock gegliederter massiver Mansardwalmdachbau, Putzbau mit geohrten Sandsteinfensterrahmen, nach 1732, vielleicht von Friedrich Schneller, am Eck Nische mit Muttergottesfigur, Sandstein, Mitte 18. Jahrhundert | D-4-61-000-476 Wikidata | weitere Bilder |
| Karolinenstraße 26 (Standort)                                         | Ehemals Adeligenstadthaus, mehrteilige Gebäudegruppe: Hauptgebäude, heute Gasthaus und Hotel | Schlicht gegliederter zweigeschossiger Sandsteinquaderbau mit Mansardwalmdach und Torhausanbau mit Bauherrenwappen, um 1726 von Justus Heinrich Dientzenhofer oder von Johann Dientzenhofer für Carl Theodor Freiherr von Aufseß errichtet, heutiger Hauseingang 1897, reich ausgestattet | D-4-61-000-475 Wikidata | weitere Bilder |
| Karolinenstraße 24 (Standort)                                         | Ehemals Adeligenstadthaus, mehrteilige Gebäudegruppe: Wohn- und Geschäftshaus                | An den Torbau im Winkel angrenzender dreigeschossiger Walmdachbau, verputzt, Erdgeschoss und erstes Obergeschoss massiv, leicht vorkragendes zweites Obergeschoss in Fachwerk, um 1700, Erdgeschoss durch Ladeneinbauten im 19. und 20. Jahrhundert stark verändert | D-4-61-000-475 Wikidata | weitere Bilder |
| Karolinenstraße 26, Karolinenstraße 24, Karolinenstraße 22 (Standort) | Ehemaliges Adeligenstadthaus, mehrteilige Gebäudegruppe: Rückgebäude                         | Zweigeschossig verputzt mit Sattel- bzw. Pultdach, teils massiv, teils Fachwerk, um 1726 bzw. Ende 18./Anfang 19. Jahrhundert, mit jüngeren Überformungen | D-4-61-000-475 Wikidata | weitere Bilder |

### Kasernstraße
| Lage                       | Objekt                           | Beschreibung | Akten-Nr.               | Bild           |
| -------------------------- | -------------------------------- | --- | ----------------------- | -------------- |
| Kasernstraße 1 (Standort)  | Zweites Palais Schrottenberg     | Barockes Adelspalais, zweigeschossige dreiflügelig einen großen Hof umschließende Anlage in Ecklage, verputzter Massivbau mit Satteldach, Straßenfassaden straff gegliedert mit Ecknutungen in Sandstein, 1710 begonnen, wohl von Johann Dientzenhofer, westlicher Seitenflügel, ehemalige Stallungen, Erdgeschoss massiv, Obergeschoss verputztes Fachwerk, Pultdach, 1866 zweigeschossiger Ausbau der 1835 errichteten Nebengebäude um den kleinen Hof am Sandbadflügel durch Caspar Dennefeld, Loggia am Sandbadflügel in neuklassizistischen Formen aus Baumaterial des ehemaligen Reichsparteitagsgeländes in Nürnberg 1948 | D-4-61-000-478 Wikidata | weitere Bilder |
| Kasernstraße 3 (Standort)  | Bürgerhaus                       | Dreiseitig freistehender zweigeschossiger Satteldachbau, massiv, verputzt, schlicht gegliederte Fronten mit Ecklisenen in Sandstein, Anfang 18. Jahrhundert, anstelle des ehemaligen Büttelhauses im Sand errichtet, Erdgeschossumbau durch Andreas Stübler 1821 | D-4-61-000-479 Wikidata | weitere Bilder |
| Kasernstraße 5 (Standort)  | Bürgerhaus                       | Dreigeschossiger traufständiger Mansarddachbau, massiv, verputzt mit Gliederungen in Sandstein, Fassade in Formen des Plattenstils gegliedert, wohl spätes 18. Jahrhundert | D-4-61-000-480 Wikidata | weitere Bilder |
| Kasernstraße 7 (Standort)  | Bürgerhaus                       | Dreigeschossiger traufständiger Massivbau, verputzt, zurückhaltend gegliederte Fassade, Mansarddach mit hoch geschwungenem Traufgesims, mittleres 18. Jahrhundert | D-4-61-000-481 Wikidata | weitere Bilder |
| Kasernstraße 11 (Standort) | Ehemaliges Hofbeamtenwohngebäude | Stattlicher, über hohem Keller dreigeschossiger Massivbau mit zur Regnitzseite abgewalmtem Mansarddach, dekorativ gegliederte spätbarocke Fassade mit Ecknutungen, über der Haustür farbig gefasste Marienbüste aus Holz, Architekt Johann Friedrich Schneller, bezeichnet „1745“, Umbau des Innern durch Lorenz Madler 1825 | D-4-61-000-482 Wikidata | weitere Bilder |

### Katzenberg
| Lage                    | Objekt                                | Beschreibung | Akten-Nr.               | Bild           |
| ----------------------- | ------------------------------------- | --- | ----------------------- | -------------- |
| Katzenberg (Standort)   | Böschungsmauer                        | Sandsteinquader, 18. Jahrhundert, gegen den Katzenberg | D-4-61-000-477 Wikidata | weitere Bilder |
| Katzenberg 2 (Standort) | Ehemaliges Bürgerhaus, heute Gasthaus | Zweigeschossiger traufständiger Satteldachbau, verputzt, Fassade mit flachem Mittelrisalit mit Dreiecksgiebel, bezeichnet „1702“, um 1820/30 klassizistisch umgestaltet | D-4-61-000-484 Wikidata | weitere Bilder |

### Lugbank
| Lage                  | Objekt                                                              | Beschreibung | Akten-Nr.               | Bild           |
| --------------------- | ------------------------------------------------------------------- | --- | ----------------------- | -------------- |
| Lugbank 1 (Standort)  | Wohn- und Geschäftshaus                                             | Dreigeschossiges zweiflügeliges Eckhaus, verputzter Massivbau mit großzügiger Gliederung und Mansarddach, der zur Karolinenstraße (ehemals Karolinenstraße 15) gerichtete Bauteil spätbarock um 1760/70, der Anbau zur Lugbank (ehemals Lugbank 1) mit Tordurchfahrt 1838 von Georg I. Hofbauer in angepassten Formen, Hausmadonna, Anfang 17. Jahrhundert                                                                      | D-4-61-000-598 Wikidata | weitere Bilder |
| Lugbank 2 (Standort)  | Bürgerhaus                                                          | Dreigeschossiger traufständiger Satteldachbau, massiv, verputzt, im Kern 1473/74 (dendrochronologisch datiert), Umbau mit barocker Fassade erste Hälfte 18. Jahrhundert, Laden im Erdgeschoss 1959 | D-4-61-000-599 Wikidata | weitere Bilder |
| Lugbank 3 (Standort)  | Haus zur Rose, ehemaliges Handwerkerhaus                            | Dreigeschossiger traufständiger Satteldachbau, massiv, verputzt mit geohrten Sandsteinrahmen, Sandsteinplatte mit Rosenrelief bezeichnet „1541“, zweite Hälfte 17./18. Jahrhundert umgestaltet, Ladeneinbau von 1900 | D-4-61-000-600 Wikidata | weitere Bilder |
| Lugbank 4 (Standort)  | Wohn- und Geschäftshaus, ehemaliges Bäckerhaus                      | Dreigeschossiger traufständiger Satteldachbau, massiv, verputzt, Keller spätmittelalterlich, nach 1565 (dendrochronologisch datiert), barocke Außenerscheinung erste Hälfte 18. Jahrhundert, Laden im Erdgeschoss zuletzt 1966 verändert | D-4-61-000-601 Wikidata | weitere Bilder |
| Lugbank 5 (Standort)  | Ehemaliges Brauhaus zum Taucher, dann Gasthaus bzw. Hotel Weierich  | Umfangreicher einen Hof umschließender Gebäude Komplex in Ecklage zur Schranne, verputzter Massivbau mit und Satteldach, Gesimse und Fensterrahmungen in Sandstein, dreigeschossig mit Kniestock, der zur Lugbank vorspringende Gebäudeteil im Kern hochmittelalterlich, Ausbau 1637, östlicher Teil des Schrannenflügels, beide Rückflügel, Ausbau und Außenerscheinung von Georg I. Hofbauer 1844; mit Ausstattung, 1924–1926 | D-4-61-000-602 Wikidata | weitere Bilder |
| Lugbank 6 (Standort)  | Haus zum Roten Hut bzw. zum Birnbaum, heute Wohn- und Geschäftshaus | Stattliches ehemaliges Großbürgeranwesen, viergeschossiger Satteldachbau, massiv mit barocker Putzfassade, vorspringendes Turmhaus im Kern wohl hochmittelalterlich, seitlich anschließendes Wohngebäude im Kern spätmittelalterlich, Rückgebäude Ende 16. Jahrhundert, den Hof und die Außenerscheinung bestimmender Ausbau Ende 17./erste Hälfte 18. Jahrhundert, Erdgeschoss 1885 und 1932 überformt                         | D-4-61-000-603 Wikidata | weitere Bilder |
| Lugbank 8 (Standort)  | Ehemaliges Haus zum Haderteig, Vordergebäude eines Bäckereianwesens | Dreigeschossiger traufständiger Satteldachbau, massiv, verputzt mit Gliederungen und Rahmungen in Sandstein, bezeichnet „1556“ mit innerem Ausbau und barocke Fassade von 1749, Überformung des Erdgeschosses 1931/32 | D-4-61-000-604 Wikidata | weitere Bilder |
| Lugbank 9 (Standort)  | Ehemaliges Haus zu den Drei Staffeln, Löwenapotheke                 | Stattliches dreigeschossiges Traufseithaus mit Mansarddach, massiv, verputzt mit Gliederungen und Rahmungen in Sandstein, Straßenfront und Mansarddach wohl 1732, 1833 (Apotheke im Ostteil des Erdgeschosses) und 1932 (achsensymmetrische Angleichung des Westteils durch Bogenöffnungen im Erdgeschoss), Nepomukfigur, Sandstein, um 1730/40; Apothekeneinrichtung 1833                                                      | D-4-61-000-605 Wikidata | weitere Bilder |
| Lugbank 10 (Standort) | Sogenanntes Haus zum Roten Löwen                                    | Wohn- und Geschäftshaus in städtebaulich wichtiger Ecklage, dreigeschossiger Massivbau mit Barockfassade und abgewalmtem Satteldach, im Kern spätmittelalterlich, Außenerscheinung und innerer Umbau Mitte 18. Jahrhundert, 1899 Vergrößerung und 1942 Umbau des Ladens | D-4-61-000-606 Wikidata | weitere Bilder |

### Mühlwörth
| Lage                                    | Objekt                                               | Beschreibung | Akten-Nr.                         | Bild           |
| --------------------------------------- | ---------------------------------------------------- | --- | --------------------------------- | -------------- |
| Mühlwörth 4 (Standort)                  | Kleinbürgerhaus                                      | Dreigeschossiger traufständiger Mansarddachbau mit schlicht gegliederter Fassade, um 1800 | D-4-61-000-952 Wikidata           | weitere Bilder |
| Mühlwörth 6 (Standort)                  | Kleinbürgerhaus                                      | Im Kern mittelalterlich, Außenerscheinung zweigeschossiger traufständiger Satteldachbau mit in die Gliederung integriertem Zwerchhaus Mitte 18. Jahrhundert                                                                                | D-4-61-000-953 Wikidata           | weitere Bilder |
| Mühlwörth 8 (Standort)                  | Kleinbürgerhaus                                      | Aus der Reihe der niedrigeren Hausnummern hervortretender Bau, dreigeschossig mit flach geneigtem Satteldach und mit niedrigem Erdgeschoss, 18./19. Jahrhundert                                                                            | D-4-61-000-954 Wikidata           | weitere Bilder |
| Mühlwörth 10 (Standort)                 | Kleinbürgerhaus                                      | Zweigeschossig mit Mansardwalmdach und schlicht gegliederter Fassade, um 1800 | D-4-61-000-955 Wikidata           | weitere Bilder |
| Mühlwörth 14 (Standort)                 | Kleinbürgerhaus                                      | Zweigeschossiger Traufseitbau mit Satteldach und mit gegliederter Fassade, 18./19. Jahrhundert | D-4-61-000-957 Wikidata           | weitere Bilder |
| Mühlwörth 15 (Standort)                 | Teil des ehemaligen städtischen Bürgermeistergartens | Rückwärtig, mit den schon 1602 nachweisbaren Fischteichen | D-4-61-000-956 Wikidata           | weitere Bilder |
| Nähe Mühlwörth, Schleuse 100 (Standort) | Schleuse 100                                         | Bestandteil des Ludwig-Donau-Main-Kanals, Kammerschleuse nach Plänen des Ingenieurs Heinrich von Pechmann 1836-45. | D-4-61-000-959                    | weitere Bilder |
| Mühlwörth 15 (Standort)                 | Schleusenwärterhaus                                  | Eingeschossiger Steinquaderbau mit Flachsatteldach, 1836–1845 | D-4-61-000-959 zugehörig Wikidata | weitere Bilder |
| Mühlwörth 16 (Standort)                 | Ehemaliges Gartenhaus                                | Zweigeschossiges, freistehendes Einzelhaus mit massiven und Fachwerkteilen, einseitig abgewalmtes Satteldach, Pultdachanbau, 18. Jahrhundert, später als Schleusenwärterhaus der Schleuse 100 genutzt (vgl. Schleuse 100 und Mühlwörth 15) | D-4-61-000-960 Wikidata           | weitere Bilder |
| Mühlwörth 17 (Standort)                 | Ehemalige Walkmühle                                  | Zweigeschossiger Mansardwalmdachbau, bezeichnet „1748“ | D-4-61-000-961 Wikidata           | weitere Bilder |

### Nonnenbrücke
| Lage                       | Objekt                    | Beschreibung | Akten-Nr.                | Bild           |
| -------------------------- | ------------------------- | --- | ------------------------ | -------------- |
| Nonnenbrücke 9 (Standort)  | Wohngebäude               | Gestreckter zweigeschossiger Bau, mit flach geneigtem Satteldach und zwei übergiebelten Risaliten, im Maximiliansstil um 1860/70, Kern jedoch 15. Jahrhundert | D-4-61-000-965 Wikidata  | weitere Bilder |
| Nonnenbrücke 12 (Standort) | Dreigeschossiges Wohnhaus | Mit Kniestock und flachgeneigtem Walmdach, 1819 von Joseph Dennefeld, 1882 aufgestockt von Jakob Maier                                                        | D-4-61-000-1349 Wikidata | weitere Bilder |

### Obere Mühlbrücke
| Lage                                                                      | Objekt | Beschreibung | Akten-Nr.                | Bild           |
| ------------------------------------------------------------------------- | --- | --- | ------------------------ | -------------- |
| Obere Mühlbrücke 1, Obere Mühlbrücke 3 (Standort)                         | Ehemaliges fürstbischöfliches Braunbierhaus, sogenannter Klosterhof, heute Gasthaus                         | Zwei 1827 zusammengefasste zweigeschossige traufständige Wohnhäuser mit massivem Erdgeschoss und traufseitig verputztem Fachwerkobergeschoss, Nr. 1 mit Satteldach und seitlicher Tordurchfahrt, Neubau von Maurermeister Joseph III. Dennefeld 1827/28, unter Verwendung des Dachstuhls des Vorgängerbaus um 1700, Nr. 3, mit Krüppelwalm, 1590 (dendrochronologisch datiert)/1598 (verschollene Inschrift), Wiederherstellung nach dem Dreißigjährigen Krieg 1689 | D-4-61-000-1084 Wikidata | weitere Bilder |
| Obere Mühlbrücke 1, Obere Mühlbrücke 3, an der Concordiastraße (Standort) | Ehemaliges fürstbischöfliches Braunbierhaus, sogenannter Klosterhof, Scheune des ehemaligen Braunbierhauses | Zweigeschossiger Traufseitbau mit hohem Erdgeschoss in Werkstein mit Spitzbogentor, Fachwerkobergeschoss, mächtiges, steil ansteigendes Satteldach, 1532 +5/-3 (dendrochronologisch datiert) | D-4-61-000-1084 Wikidata | weitere Bilder |
| Obere Mühlbrücke 2 (Standort)                                             | Vierflügeliger Wirtschaftshof der ehemaligen Steinmühle, heute Teil des Hotels St. Nepomuk                  | Straßenseitig als nach Norden gerichteter Eckbau in Erscheinung tretend, zweigeschossig, massiv mit Mansarddach, mit Tordurchfahrt im südwestlichen Trakt, teilweise noch von 1744, 1796 (bezeichnet am Schlussstein mit Hausmarke am nordöstlichen Portal) ausgebaut | D-4-61-000-1085 Wikidata | weitere Bilder |
| Obere Mühlbrücke 4 (Standort)                                             | Ehemalige Steinmühle, heute Hotel St. Nepomuk                                                               | Dreigeschossiges Eckhaus mit Satteldach, teilweise Quaderbau, teilweise wohl Fachwerk, Kernbau um 1620, nach Brand (1648) 1654–1659 wiederaufgebaut, dabei vermutlich aufgestockt, Portal in Formen um 1800 bezeichnet „1854“, 1989–1992 Umbau zum Hotel | D-4-61-000-1087 Wikidata | weitere Bilder |
| Obere Mühlbrücke 5 (Standort)                                             | Ehemalige Steinweizmühle, heute Teil des Hotels St. Nepomuk                                                 | Sandsteinquaderbau mit Seitenrisalit, zweigeschossig mit Kniestock und Satteldach, von Georg II. Hofbauer, bezeichnet „1855“ | D-4-61-000-1088 Wikidata | weitere Bilder |
| Obere Mühlbrücke 6 (Standort)                                             | Sogenanntes Fischhaus, ehemals zur Steinmühle gehörig, heute Wohnhaus                                       | Dreiseitig freistehender Putzbau, dreigeschossig mit Kniestock und Satteldach, Erdgeschoss und erstes Obergeschoss massiv mit Nepomukfigur 1748–1751, zweites Obergeschoss und Kniestock in Fachwerk sowie neue Fassaden von Caspar Dennefelder 1868, Garageneinbau 1913 | D-4-61-000-1089 Wikidata | weitere Bilder |
| Obere Mühlbrücke 11 (Standort)                                            | Ehemalige Steinölmühle, später sogenannte Schwalbenmühle                                                    | Gestreckter zweigeschossiger Bau mit Ecklisenen und Mansardwalmdach, Erdgeschoss massiv, Obergeschoss in Fachwerk, bezeichnet „1816“, Nepomukfigur erstes Viertel 18. Jahrhundert, 1982/83 saniert (Betonunterbau) | D-4-61-000-1090 Wikidata | weitere Bilder |
| Obere Mühlbrücke 13 (Standort)                                            | Wohnhaus auf Winkelgrundriss                                                                                | Zweigeschossiger, zweiflügeliger Walmdachbau, massives Erdgeschoss, Obergeschoss in freiliegendem Fachwerk, bezeichnet „1692“ | D-4-61-000-1091 Wikidata | weitere Bilder |

### Obere Sandstraße
| Lage                                                               | Objekt                                                                                 | Beschreibung | Akten-Nr.                | Bild           |
| ------------------------------------------------------------------ | -------------------------------------------------------------------------------------- | --- | ------------------------ | -------------- |
| Obere Sandstraße 1 (Standort)                                      | Wohn- und Geschäftshaus                                                                | Dreigeschossiges massives Eckhaus, mit Mansardwalmdach und schlichter Plattenstil-Gliederung, über mittelalterlichem Keller errichtet, 1805 eingreifend umgebaut, 1820 von Maurermeister Gregorius Leydl aufgestockt, Erd- und erstes Obergeschoss durch Gastwirtschafteinbau 1977–1982 stark verändert | D-4-61-000-1131 Wikidata | weitere Bilder |
| Obere Sandstraße 2 (Standort)                                      | Haus zum Greifen, Wohn- und Geschäftshaus                                              | Dreigeschossiger Satteldachbau in Ecklage, bestehend aus drei Bauteilen Vorderhaus, im Kern zweigeschossige ehemalige Kemenate, 15. Jahrhundert, mit aufgesetztem zweiten Obergeschoss in Zierfachwerk mit Giebel zur Sandstraße mit Dachwerk von 1575/76 (dendrochronologisch datiert), Erdgeschossumbau 1895, Fachwerkfreilegung 1937, Muttergottesstatue, gefasste Holzfigur, erste Hälfte 18. Jahrhundert, Stuckausstattung 1725/35 Massiver Mittelbau, zweites Obergeschoss in Fachwerk, Dachwerk von 1458/59 (dendrochronologisch datiert), gekoppelte Fenster 1827 Ehemals eigenständiges, heute mit dem wenig schmaleren Mittelbau verzahntes Hinterhaus, Erdgeschoss massiv, Obergeschosse in Fachwerk, Dachwerk 1766/67 (dendrochronologisch datiert), 1895 Hauseingang und Treppenhaus in diesen Bauteil verlegt | D-4-61-000-1132 Wikidata | weitere Bilder |
| Obere Sandstraße 4 (Standort)                                      | Wohn- und Geschäftshaus                                                                | Dreigeschossiger traufständiger Satteldachbau, Erdgeschoss massiv, Obergeschosse Fachwerk verputzt, heutiges Erscheinungsbild mit flach gegliederter Straßenfront spätes 18. Jahrhundert, im Kern älter, Dachwohnung mit Gaubenband 1921, Erdgeschoss 1989 entkernt | D-4-61-000-1133 Wikidata | weitere Bilder |
| Obere Sandstraße 5 (Standort)                                      | Wohn- und Geschäftshaus                                                                | Zur Straße drei- zum Hof viergeschossiger Satteldachbau, Erdgeschoss massiv, Obergeschoss verputztes Fachwerk, im Kern spätmittelalterlich, Aufstockung und Fassade 1863, Erdgeschoss 1861 und 1951 verändert | D-4-61-000-1352 Wikidata | weitere Bilder |
| Obere Sandstraße 6 (Standort)                                      | Drittes Palais Schrottenberg, adeliges Stadthaus                                       | Dreigeschossiger traufständiger Satteldachbau mit nobel gegliederter barocker Sandsteinfassade, Werkstein, um 1715–1725 durch Philipp Dietrich von Schrottenberg, anstelle des Hauses zum Rebstock errichtet, hofseits bauzeitlicher Seitenflügel | D-4-61-000-1134 Wikidata | weitere Bilder |
| Obere Sandstraße 7 (Standort)                                      | Haus zum Güldenen Ochsen und zum Kolben, heute Gasthaus                                | Langgestreckter Traufseitbau, massiv verputzt mit Satteldach, im Kern um 1570/1600, Veränderungen um 1700, Umbau Ende 18. Jahrhundert, Ladeneinbau 19. Jahrhundert, Einbau eines Kinosaals 1919, Neugestaltung der Erdgeschossfassade durch Hanns Veit 1924, nach 1971 zu Gaststätten umgebaut Sogenannter Saalbau, östlicher Seitenflügel, zweigeschossig, massiv, Satteldach, Dachwerk um 1722/23 (dendrochronologisch datiert) | D-4-61-000-1135 Wikidata | weitere Bilder |
| Obere Sandstraße 10 (Standort)                                     | Wohn- und Geschäftshaus                                                                | Dreigeschossiger, traufständiger Satteldachbau, massive Fassade, Außenerscheinung mit korbbogigen Öffnungen im Erd- und geohrten Fenstern in den Obergeschossen 1734 (Josephsfigur) mit Veränderungen 1878, Dachwerk bildet konstruktive Einheit mit Obere Sandstraße 12–16, 1454 (dendrochronologisch datiert, aus Nr. 16), Erdgeschoss durch Ladenvergrößerung 1950 weitgehend entkernt; Hinterhaus und Seitengang aus Fachwerk, 18. Jahrhundert, Mansarddach 1883 | D-4-61-000-1136 Wikidata | weitere Bilder |
| Obere Sandstraße 11 (Standort)                                     | Gasthaus Zum Raben                                                                     | Dreigeschossige traufständige Doppelhaushälfte, massiv, flach gegliederte Fassade mit Hofeinfahrt im Mittelrisalit, Satteldach, nach Brand 1787 als Doppelhaus mit Obere Sandstraße 13 (vgl. dort) nach Plan von Joseph I. Dennefeld neu errichtet, Erdgeschoss 1909/10 und 1927 historisierend verändert, Haustür 1968 versetzt | D-4-61-000-1137 Wikidata | weitere Bilder |
| Obere Sandstraße 12 (Standort)                                     | Haus zum Schwarzen Stiefel                                                             | Dreigeschossiges, traufständiges Wohn- und Geschäftshaus mit Satteldach, massive gegliederte Fassade, Erdgeschoss mit Ecknutungen, darüber Kolossalpilaster, um 1710/20, gleichzeitig Rückseite zum Hof in Fachwerk erweitert, Laube im zweiten Obergeschoss wohl 19. Jahrhundert, Dachwerk von 1454 (dendrochronologisch datiert, aus Nr. 16) bildet konstruktive Einheit mit Obere Sandstraße 10-16 | D-4-61-000-1138 Wikidata | weitere Bilder |
| Obere Sandstraße 12 (Standort)                                     | Hausfigur                                                                              | Marienkrönung, Sandsteinrelief, um 1730/35, Erdgeschossveränderungen 1834 und 1960 | D-4-61-000-1138 Wikidata | weitere Bilder |
| Obere Sandstraße 12 (Standort)                                     | Seitenflügel                                                                           | Zweigeschossig, Erdgeschoss massiv, Obergeschoss in Fachwerk 17./18. Jahrhundert; Rückgebäude, Werkstatt, 1845 von Georg II. Hofbauer | D-4-61-000-1138 Wikidata | BW             |
| Obere Sandstraße 12 (Standort)                                     | Rückgebäude                                                                            | Werkstatt, 1845 von Georg II. Hofbauer | D-4-61-000-1138 Wikidata | BW             |
| Obere Sandstraße 13 (Standort)                                     | Haus zum Weißen Rößlein im Sande, ehemaliges Bürgerhaus, heute Wohn- und Geschäftshaus | Dreigeschossige traufständige Doppelhaushälfte, flach gegliederte Fassade mit Hofeinfahrt im Mittelrisalit, Satteldach, nach Brand 1787 als Doppelhaus mit Obere Sandstraße 11 (vgl. dort) nach Plan von Joseph I. Dennefeld neu errichtet, Erdgeschoss 1909/10 und 1927 historisierend verändert; dreigeschossiger Seitenflügel, Ende 19. Jahrhundert, den Obergeschossen vorgeblendet holzsichtige historistische Wintergärten mit Flachdach von 1904 | D-4-61-000-1139 Wikidata | weitere Bilder |
| Obere Sandstraße 14 (Standort)                                     | Haus zum Roten Schild, östliche Hälfte                                                 | Dreigeschossiges, traufständiges Bürgerhaus mit Satteldach, massive gegliederte Fassade, Mitte 18. Jahrhundert, mit schabrakenartigen Fensterschürzen, im Kern spätmittelalterlicher Fachwerkbau, Dachwerk von 1454 (dendrochronologisch datiert, aus Nr. 16) bildet konstruktive Einheit mit Obere Sandstr. 10-16, Umbauten 1687, 1719, 1822 (Erdgeschossfenster zur Straße) und 1981; dreigeschossiger Seitenflügel mit massivem Erdgeschoss, Obergeschosse mit Laubengängen, Mansarddach, 18. Jahrhundert 1981 größtenteils entkernt | D-4-61-000-1140 Wikidata | weitere Bilder |
| Obere Sandstraße 15 (Standort)                                     | Wohn- und Geschäftshaus                                                                | Dreigeschossiger traufständiger Satteldachbau, massiv, mit flach gegliederter Fassade, mit korbbogigen Öffnungen im Erdgeschoss, nach Brand 1787 um 1793/94 von Hofbaumeister Johann Lorenz Fink neu errichtet, Erdgeschossumbau 1909, mittleres Schaufenster 1928 | D-4-61-000-1141 Wikidata | weitere Bilder |
| Obere Sandstraße 16 (Standort)                                     | Haus zum Roten Schild, westliche Hälfte                                                | Dreigeschossiges, traufständiges Wohn- und Geschäftshaus, Fachwerk mit massiver Fassade und Satteldach, Dachwerk von 1454 (dendrochronologisch datiert) bildet konstruktive Einheit mit Obere Sandstraße 10–14, Fassade, Seitengang und rückwärtige Erweiterung wohl 1719, 1746–1876 Gerberei, Veränderungen des Erdgeschosses 1888 Hinterhaus, ehemalige Gerberwerkstatt, zwei- bis viergeschossig mit Pult- bzw. Satteldach, Fachwerk mit massivem Erdgeschoss, wohl 1719, 1869 für Wohnzwecke umgebaut und um ein Geschoss erhöht | D-4-61-000-1142 Wikidata | weitere Bilder |
| Obere Sandstraße 17 (Standort)                                     | Haus zum Pfauen, Wohn- und Geschäftshaus                                               | Mit flach gegliederter massiver Fassade, Satteldach, nach Brand von 1787 bis 1788 von Johann Lorenz Fink neu errichtet, nach 1892 Einrichtung der Weinstube im Erdgeschoss Fenstervergrößerung 1905/06, Zwerchhaus 1907 | D-4-61-000-1143 Wikidata | weitere Bilder |
| Obere Sandstraße 18 (Standort)                                     | Ehemalige Büttnerei zum Grünen Wald, dann Gesellschaftsbrauerei                        | Dreigeschossiges traufständiges Wohn- und Geschäftshaus mit Satteldach, bestehend aus östlichem Gebäudeteil, im Kern 15. Jahrhundert und westlichem Teil, um 1700, Umgestaltung des Innern um 1730, Fachwerk mit vorgeblendeter massiver Fassade im Maximilianstil 1861/62 nach Plan von Georg II. Hofbauer Zwei Seitenflügel, zwei- bzw. dreigeschossig, Fachwerk, Pultdach, 1838 | D-4-61-000-1144 Wikidata | weitere Bilder |
| Obere Sandstraße 19 (Standort)                                     | Ehemalige Sandschmiede, Wohn- und Geschäftshaus                                        | Dreigeschossiger traufständiger Satteldachbau, Erdgeschoss massiv, Obergeschosse verputztes Fachwerk, im Kern zweite Hälfte 16. Jahrhundert, Fassade um 1750, Erd- und erstes Obergeschoss mehrfach im 19. und 20. Jahrhundert verändert, dreigeschossige Seitenflügel, Fachwerk mit Pultdach, um 1700, der nordwestliche mit Lauben in den Obergeschossen | D-4-61-000-1145 Wikidata | weitere Bilder |
| Obere Sandstraße 20 (Standort)                                     | Haus zur Gans, später zum Roten Hahn und Haus, Büttnerei und Brauerei zum Schlüssel    | Traufständiges, zweigeschossiges Vorderhaus mit Satteldach und Zwerchhaus, Dachwerk 1530/31 (dendrochronologisch datiert), massive, verputzte Fassade mit Tordurchfahrt, 1748, gleichzeitige Figurennische mit hölzerner Marienstatue, Vergrößerung des Kellerzugangs als Schaufenster 1922 | D-4-61-000-1146 Wikidata | weitere Bilder |
| Obere Sandstraße 20 (Standort)                                     | Rückgebäude                                                                            | Zweigeschossig, erste Hälfte 18. Jahrhundert, und zweigeschossige Seitenflügel am zweiten Hof zum Sandbad, ehemaliges Brauhaus, Erdgeschoss massiv, Fachwerkobergeschosse und Satteldach, letztes Viertel 18. Jahrhundert | D-4-61-000-1146 Wikidata | BW             |
| Obere Sandstraße 22 (Standort)                                     | Büttnerei zum Eisvogel, Bürgerhaus                                                     | Dreigeschossiges, traufständig, massiv, mit steilem Satteldach, mit Eckpilastern und Fensterschürzen gegliederte Fassade um 1740, Dachwerk nach Konstruktion erste Hälfte 16. Jahrhundert, Hausfigur, Muttergottesstatue, um 1860, Erdgeschoss 1978 überformt | D-4-61-000-1147 Wikidata | weitere Bilder |
| Obere Sandstraße 23 (Standort)                                     | Wohn- und Geschäftshaus, ehemalige Konditorei                                          | Viergeschossiger Satteldachbau, massiv verputzt, um 1730 als zweigeschossiges Wohnhaus errichtet, nach 1856 um die beiden schmaleren Achsen nach Nordosten erweitert, 1863 das gesamte Vorderhaus gleichförmig um zwei Geschosse erhöht | D-4-61-000-1148 Wikidata | weitere Bilder |
| Obere Sandstraße 24 (Standort)                                     | Büttnerei zum Eichhorn, später zum Einhorn                                             | Zweigeschossiges, traufständiges Vorderhaus, massiv, verputzt, mit Satteldach, im Kern spätmittelalterlich, Dachwerk spätes 15. Jahrhundert, äußere Erscheinung wohl von einem Umbau 1725, Immaculata, um 1725/30, Wirtshausausleger, um 1890 Rückwärtig, Fachwerk, verputzt, Satteldach, 19. Jahrhundert; mit Brauereiausstattung | D-4-61-000-1149 Wikidata | weitere Bilder |
| Obere Sandstraße 26 (Standort)                                     | Haus zum Finken                                                                        | Dreigeschossiges, traufständiges ehem. Handwerkerhaus auf schmalem, tiefem Grundriss, steiles Satteldach, massive flach gegliederte Fassade des 18. Jahrhunderts, im Kern 15. Jahrhundert, erweitert und aufgestockt Mitte 18. Jahrhundert, 1975 Ausbau als Gasthaus; dreigeschossiges Rückgebäude, massiv mit Pultdach, 18. Jahrhundert | D-4-61-000-1150 Wikidata | weitere Bilder |
| Obere Sandstraße 28 (Standort)                                     | Handwerkerhaus                                                                         | Zweigeschossiger Walmdachbau auf beschränktem, schiefwinkeligem Grundstück in Ecklage, massive Fassade mit genuteten Ecklisenen und geohrten Fensterrahmungen, im Kern wohl noch mittelalterlich, äußere Erscheinung frühes 18. Jahrhundert, Ladeneinbau bezeichnet „1925“ | D-4-61-000-1151 Wikidata | weitere Bilder |
| Obere Sandstraße 28 (Standort)                                     | Hausfigur                                                                              | Christus als Guter Hirte, Holz, um 1760 | D-4-61-000-1151 Wikidata | weitere Bilder |
| Obere Sandstraße 29 (Standort)                                     | Haus zur Weißen Lilie                                                                  | Dreigeschossiges, traufständiges Wohnhaus zu drei Achsen, Satteldach, Erdgeschoss massiv, Obergeschosse Fachwerk verputzt, im Kern drittes Viertel 16. Jahrhundert, eingreifender Umbau 1882 | D-4-61-000-1440 Wikidata | weitere Bilder |
| Obere Sandstraße 30 (Standort)                                     | Ehemaliges Handwerkerhaus, heute Wohn- und Geschäftshaus                               | Dreigeschossiger traufständiger Satteldachbau, Zwerchhaus mit Walmdach, massive Straßenfront, Rückseite in Fachwerk, im Kern vielleicht noch ein zweigeschossiger spätmittelalterlicher Bau, Dachwerk nach 1648 (dendrochronologisch datiert), Erdgeschoss 1882 umgestaltet, Schaufenster 1909; im Inneren Stuckierungen um 1730/40 | D-4-61-000-1152 Wikidata | weitere Bilder |
| Obere Sandstraße 30 (Standort)                                     | Hausfigur                                                                              | in Nische mit puttenbesetzter stuckierter Rahmung, Muttergottesstatue, Sandstein, um 1730/40 | D-4-61-000-1152 Wikidata | weitere Bilder |
| Obere Sandstraße 31 (Standort)                                     | Wohn- und Geschäftshaus                                                                | Stattlicher Mansarddachbau, dreigeschossig, massive frühklassizistische Straßenfassade, Hoffront in Fachwerk, erste Hälfte 18. Jahrhundert errichtet, um 1800 durch Johann Lorenz Fink oder Johann Anton Vogel umgebaut, 1874 Erdgeschossumbau mit südlichem Ladeneinbau durch Georg II. Hofbauer Im Hof zweigeschossiges Rückgebäude mit Pultdach, 18. Jahrhundert, eingeschossiges massives Rückgebäude mit Mansarddach, 18. Jahrhundert, und zweigeschossiger Verbindungsgang in verputztem Fachwerk mit Pultdach, 18. Jahrhundert, an die den westlichen Teil des Grundstücks begrenzende Stadtmauer der Bürgerlichen Bergstadt (vgl. dort) angelehnt | D-4-61-000-1153 Wikidata | weitere Bilder |
| Obere Sandstraße 32 (Standort)                                     | Haus zur Krause, ehem. Bürgerhaus, heute Cafè                                          | Zweigeschossiger traufständiger Satteldachbau, Erdgeschoss massiv, Obergeschoss Fachwerk verputzt mit dekorativ stuckierte Fensterbrüstungen und -verdachungen im Obergeschoss, um 1680/1700, Schaufenster Erdgeschossveränderungen letztes Viertel 19. und 20. Jahrhundert | D-4-61-000-1154 Wikidata | weitere Bilder |
| Obere Sandstraße 33 (Standort)                                     | Scheune                                                                                | Zweigeschossiger traufständiger Fachwerkbau mit Mansardpultdach, im 18. Jahrhundert an die Stadtmauer des 12./13. Jahrhunderts angebaut, Veränderungen um 1860 und 1936; als Rückwand Reste der Stadtmauer der Bürgerlichen Bergstadt (vgl. dort) | D-4-61-000-133 Wikidata  | weitere Bilder |
| Obere Sandstraße 34 (Standort)                                     | Wohn- und Geschäftshaus                                                                | Dreiflügelig einen Hof umschließendes ehemaliges Bürgerhaus in städtebaulich wichtiger Ecklage zum Sandbad, die Front gegen St. Elisabeth, zweigeschossiger zum Eck abgewalmter Satteldachbau, massives Erdgeschoss, Fachwerkobergeschoss, verputzt mit stuckierten Fensterbrüstungen und – verdachungen, 1690/91 errichtet, Erdgeschoss im 20. Jahrhundert mehrfach verändert | D-4-61-000-1156 Wikidata | weitere Bilder |
| Obere Sandstraße 38 (Standort)                                     | Ehemaliges Zucht- und Arbeitshaus, jetzt Justizvollzugsanstalt                         | Langgestreckter dreigeschossiger Mansardwalmdachbau mit 25-achsiger Hauptfassade mit flachem Mittelrisalit zur Regnitz und kurzer dreigeschossiger Seitenflügel mit Satteldach traufständig zur Elisabethstraße, 1754–1760 in zwei Abschnitten nach Entwurf von Johann Jakob Michael Küchel errichtet | D-4-61-000-1157 Wikidata | weitere Bilder |
| Obere Sandstraße 42 (Standort)                                     | Ehemalige Spitalkirche St. Elisabeth, jetzt katholische Kirche St. Elisabeth           | Saalbau über schiefwinkligem Grundriss mit polygonalem spätgotischem Chor, Sandsteinquaderbau, Werkstein, verputzt mit Satteldach, Dachreiter mit polygonalem Mansardwalmdach, Langhaus wohl noch aus der Zeit nach der Gründung gegen 1338, Dachwerk um 1493 (dendro.-dat.), Chor Anfang 15. Jahrhundert (1378 und 1402 dendrochronologisch datiert), Dachreiter 1726, Instandsetzung mit neugotischer Fassade 1878–1883 durch Karl Georg Lang und Georg II. Hofbauer; mit Ausstattung | D-4-61-000-1158 Wikidata | weitere Bilder |
| Obere Sandstraße (Standort)                                        | Franziskusbrunnen                                                                      | Barocke Nischenarchitektur mit der Figur des Heiligen, Sandstein, von Johann Caspar Metzner, 1698 am Kapuzinerkloster in der Kapuzinerstraße errichtet und 1958 an den heutigen Standort bei der Elisabethkirche versetzt | D-4-61-000-1160 Wikidata | weitere Bilder |
| Obere Sandstraße, Grünhundsbrunnen, Nähe Residenzstraße (Standort) | Grünhundsbrunnen                                                                       | Brunnennische von 1815 in der Futtermauer der Rampe oberhalb des eisernen Tores mit kelchförmigem Muschelkalkbecken 17./18. Jahrhundert, darüber Sandsteinrelief mit Hund von Hans Leitherer, bezeichnet „1929“ | D-4-61-000-220 Wikidata  | weitere Bilder |

### Pfahlplätzchen
| Lage                        | Objekt                                                                                          | Beschreibung | Akten-Nr.                | Bild           |
| --------------------------- | ----------------------------------------------------------------------------------------------- | --- | ------------------------ | -------------- |
| Pfahlplätzchen 1 (Standort) | Haus zum Krebs                                                                                  | Dreigeschossiges Eckhaus, Sandsteinquaderbau, Satteldach mit Eckwalm, Keller und Nordteil im Kern 1422, Eckerker 16. Jahrhundert, Veränderungen des zweiten Obergeschosses 1643, Umbau von Vorderhaus mit Fassade im heutigen barocken Erscheinungsbild 1713, rückwärtig angebautes Treppenhaus um 1800, 1807/08 Wohnhaus Georg Wilhelm Friedrich Hegels, 1807–1836 Zeitungsgebäude, Hauszeichen von Anton Bauer 1964 Hofgebäude aus mit dem Treppenhausbau verbindendem Gangbau, dreigeschossigem Rückgebäude mit Satteldach und dreigeschossigem Seitengebäude mit Pultdach, massiv und Fachwerk, 17./18. Jahrhundert, zum Teil moderne Überformungen | D-4-61-000-1173 Wikidata | weitere Bilder |
| Pfahlplätzchen 2 (Standort) | Sogenanntes Haus zum St. Laurentius, heute Wohn- und Kaffeehaus                                 | Stattlicher dreigeschossiger Walmdachbau in Ecklage, Erdgeschoss in Sandsteinquadern, Obergeschosse massiv, verputzt und mit steinsichtigen Gliederungen, um 1700, Bauplastik vermutlich von Johann Caspar Metzner, Treppenhaus zweites Viertel 18. Jahrhundert | D-4-61-000-1174 Wikidata | weitere Bilder |
| Pfahlplätzchen 3 (Standort) | Ehemaliges Haus zum goldenen Fässlein, heute Wohn- und Geschäftshaus                            | Dreigeschossiger traufständiger Massivbau mit steilem Satteldach, verputzt, Fenstereinfassungen in Sandstein, im Kern 16. Jahrhundert, Umbauten um 1740 und um 1800, Erdgeschoss 1956 modern überformt | D-4-61-000-1354 Wikidata | weitere Bilder |
| Pfahlplätzchen 4 (Standort) | Ehemaliges Haus zum Ringvogel, heute Gasthaus                                                   | Baugruppe aus zwei im Kern spätmittelalterlichen jüdischen Wohnhäusern: Ehemaliges Haus zum Vogel, viergeschossiger traufständiger Satteldachbau mit dreigeschossigem Standerker, teilweise massiv, teilweise Fachwerk, 1518–1520 weitgehend neu errichtet, Ladeneinbau im Erdgeschoss 1846 durch Georg I. Hofbauer | D-4-61-000-1175 Wikidata | weitere Bilder |
| Pfahlplätzchen 4 (Standort) | Rückgebäude                                                                                     | Zweigeschossig, massiv, Pultdach, 18. Jahrhundert | D-4-61-000-1175 Wikidata | BW             |
| Pfahlplätzchen 4 (Standort) | Ehemaliges Haus zum Ringvogel, heute Gasthaus                                                   | Baugruppe aus zwei im Kern spätmittelalterlichen jüdischen Wohnhäusern: Ehemaliges Haus zum Goldenen Ring, dreigeschossiges Traufseithaus mit Satteldach, Erdgeschoss und erstes Obergeschoss massiv verputzt, auf Konsolen vorkragendes zweites Obergeschoss in Fachwerk, im Kern Anfang 15. Jahrhundert, eingreifende Umbauten im frühen 17. Jahrhundert, Veränderung der Erdgeschossfassade 1885 durch Georg II. Hofbauer, hölzerne Figurengruppe, Heilige Familie unter Baldachin, erste Hälfte 17. Jahrhundert, schmiedeeiserner Wirtshausausleger um 1740/50                                                                                      | D-4-61-000-1175 Wikidata | weitere Bilder |
| Pfahlplätzchen 6 (Standort) | Ehemaliges Haus zu den Drei Mohren, später Gasthaus zum Schwanen, heute Wohn- und Geschäftshaus | Dreigeschossiger traufständiger Mansarddachbau mit stumpfwinkliger Brechung in der Fassadenmitte, verputzter Massivbau mit Gliederungen und Rahmen in Sandstein, im Kern spätmittelalterlich, gegen 1740 um- und ausgebaut, Ladeneinbau 1880, modernes Schaufenster 1972 | D-4-61-000-1176 Wikidata | weitere Bilder |

### Pfarrgasse
| Lage                    | Objekt                                                                                    | Beschreibung | Akten-Nr.                | Bild           |
| ----------------------- | ----------------------------------------------------------------------------------------- | --- | ------------------------ | -------------- |
| Pfarrgasse 1 (Standort) | Stattliches Hofbeamtenanwesen, dann Molitorsche Benefiziatstiftung                        | Traufständig breitgelagerter zweigeschossiger Satteldachbau auf Sockelgeschoss, Sandsteinquader und Putz, achsensymmetrische Barockfassade mit Pilastergliederung, 1710 oder bald danach errichtet, über dem Haupteingang Allianzwappen des Johann Melchior Hirschfelder und seiner Frau | D-4-61-000-1177 Wikidata | weitere Bilder |
| Pfarrgasse 3 (Standort) | Ehemaliges Vikarierhaus des St.-Kunigunden-Altares der Oberen Pfarre                      | Zweigeschossiger traufständiger Satteldachbau, massiv, tverputzte Barockfassade mit Werksteingliederungen und -rahmungen in Sandstein, um 1600, Fassade zweites Viertel 18. Jahrhundert                                                                                                  | D-4-61-000-1178 Wikidata | weitere Bilder |
| Pfarrgasse 5 (Standort) | Wohnhaus in Ecklage, zeitweise St. Martha-, Domkapitelsches und Langheimer Schwesternhaus | Zweigeschossiger Putzbau mit genuteten Ecklisenen, Erdgeschoss massiv, Obergeschoss zumindest in Teilen aus Fachwerk, Walmdach, Gesamterscheinung 18. Jahrhundert, über spätmittelalterlichem Keller, Erdgeschoss um 1700, Obergeschoss und Treppenhaus vom Umbau um 1740                | D-4-61-000-1179 Wikidata | weitere Bilder |

### Residenzstraße
| Lage                                           | Objekt            | Beschreibung                                                                                       | Akten-Nr.                | Bild           |
| ---------------------------------------------- | ----------------- | -------------------------------------------------------------------------------------------------- | ------------------------ | -------------- |
| Nähe Residenzstraße (Standort)                 | Mauer gegen Osten | Sandsteinquadermauer mit Brunnen und Bekrönung aus Figuren und Vasen, 1777                         | D-4-61-000-97 Wikidata   | weitere Bilder |
| Nähe Residenzstraße; Residenzstraße (Standort) | Eisernes Tor      | 1791/92 nach Entwurf des Johann Lorenz Fink, Sandsteinquaderpfeiler mit schmiedeeiserner Bekrönung | D-4-61-000-1197 Wikidata | weitere Bilder |

### Sandbad
| Lage                  | Objekt                                                 | Beschreibung | Akten-Nr.                | Bild           |
| --------------------- | ------------------------------------------------------ | --- | ------------------------ | -------------- |
| Sandbad 1 (Standort)  | Haus zum Stollen                                       | Zweigeschossiges, traufständiges Kleinbürgerhaus mit Satteldach, im Kern nach 1649/50, massive, gegliederte Fassade des dritten Viertels 18. Jahrhundert Spätmittelalterlicher Keller Seitenflügel | D-4-61-000-1207 Wikidata | weitere Bilder |
| Sandbad 3 (Standort)  | Haus zum Weißen Lamm bzw. zum Osterlamm                | Zweigeschossiges, traufständiges Kleinbürgerhaus aus Fachwerk mit Satteldach, 17./18. Jahrhundert, Kern wohl älter, Dachüberformung mit Gaubenband 1965, barockisierende aufstuckierte Fassade 1994 | D-4-61-000-1208 Wikidata | weitere Bilder |
| Sandbad 4 (Standort)  | Wohnhaus in Ecklage                                    | Zweigeschossiger Satteldachbau, Erdgeschoss massiv 1960, verputztes Fachwerkobergeschoss wohl noch 16. Jahrhundert, jedoch stark verändert, 1924 freigelegt, zweigeschossiger Seitenflügel mit Pultdach, 18. Jahrhundert                                                                                             | D-4-61-000-1209 Wikidata | weitere Bilder |
| Sandbad 5 (Standort)  | Ehemaliges Beamtenwohnhaus                             | Zweigeschossiger traufständiger Satteldachbau, massiv, gegliederte Sandsteinfassade mit Tordurchfahrtsportal teils verputzt, um 1760, Gaubenband 1957 | D-4-61-000-1210 Wikidata | weitere Bilder |
| Sandbad 7 (Standort)  | Wohnhaus in Ecklage                                    | Zweigeschossiger Walmdachbau, massiv, verputzt, mit Ecklisenen und Fensterrahmungen in Sandsteingliederungen, im Kern wohl mittelalterlich, 1874/75 nach Plänen von Georg II. Hofbauer umgebaut, überdimensionierte Dachgaube 1966                                                                                   | D-4-61-000-1211 Wikidata | weitere Bilder |
| Sandbad 8 (Standort)  | Ehemaliges Handwerkerhaus                              | Um eine Achse vorspringendes Wohngebäude mit Satteldach, Erdgeschoss massiv, Obergeschoss verputztes Fachwerk, schlichte Fassadengliederung, zweites Viertel 18. Jahrhundert, in Bandelwerknische, Immaculatafigur, Holz, M. 18. Jahrhundert                                                                         | D-4-61-000-1212 Wikidata | weitere Bilder |
| Sandbad 9 (Standort)  | Ehemaliges Zollernsches Schwesternhaus, heute Wohnhaus | Schlichter zweigeschossiger traufständiger Satteldachbau, im Kern 18. Jahrhundert und älter, seit 1811 mehrfach umgebaut, massive Fassade 1868 | D-4-61-000-1213 Wikidata | weitere Bilder |
| Sandbad 10 (Standort) | Wohnhaus                                               | Zweigeschossiger traufständiger Mansarddachbau, massiv, verputzt, flach gegliederte Fassade mit Eckpilastern, 1807 von Zimmermeister Sebastian Neubauer | D-4-61-000-1214 Wikidata | weitere Bilder |
| Sandbad 11 (Standort) | Kleinbürgerhaus                                        | Zweigeschossiger traufständiger Satteldachbau, Erdgeschoss massiv, Obergeschoss in Fachwerk, um 1700, Dachgauben vom Umbau 1924 | D-4-61-000-1215 Wikidata | weitere Bilder |
| Sandbad 13 (Standort) | Haus zur Weintraube                                    | Zweigeschossiges, traufständiges Bürgerhaus mit Satteldach und Zwerchhaus, Erdgeschoss massiv, Obergeschoss in Fachwerk, Gesamterscheinung 18. Jahrhundert, jedoch unter Verwendung von älteren Bauteilen, u. a. von Zierfachwerk der Zeit um 1600, Dachwerk 1584–1590 (dendrochronologisch datiert)                 | D-4-61-000-1216 Wikidata | weitere Bilder |
| Sandbad 14 (Standort) | Fachwerkhaus                                           | Dreigeschossiges traufständiges Fachwerkhaus mit Satteldach, zweites Obergeschoss erste Hälfte 18. Jahrhundert, Fassade 1859 erneuert, im Kern 15.–17. Jahrhundert | D-4-61-000-1470 Wikidata | weitere Bilder |
| Sandbad 27 (Standort) | Bürgerhaus                                             | Dreigeschossiger, traufständiger und verputzter Fachwerkbau mit Satteldach, Erdgeschoss massiv, mit spitzbogiger Pforte, 1487 (dendro. dat.), 1702/08 (dendro. dat.) einschließlich Kelleranbau aufgestockt, 1724/25 (dendro. dat.) rückwärtig Zwerchhaus mit Walm, 1812-1816 Wohnhaus des Physikers Georg Simon Ohm | D-4-61-000-1217 Wikidata | weitere Bilder |
| Sandbad 31 (Standort) | Ehemalige Badestube im Sand, heute Wohnhaus mit Anbau  | Dreigeschossiger traufständiger Satteldachbau, massiv und Fachwerk, Anbau wohl 15. Jahrhundert, Wohnhaus im Kern 17. Jahrhundert, Umbau um 1700, im 19. Jahrhundert teilweise umgebaut, Fassade 1988 historisierend erneuert                                                                                         | D-4-61-000-1357 Wikidata | weitere Bilder |
| Sandbad 33 (Standort) | Ehemaliges Beamtenwohnhaus                             | Dreigeschossiges, zur Graugasse traufständiges Satteldachhaus, Erdgeschoss massiv, Obergeschosse in Fachwerk, verputzt, im Kern wohl spätes 17. Jahrhundert, eingreifender Umbau 1988 | D-4-61-000-1358 Wikidata | weitere Bilder |
| Sandbad 35 (Standort) | Bürgerhaus                                             | Zweigeschossiges, zur Graugasse traufständiges Satteldachhaus, massiv verputzte Fassade mit Sandsteinrahmungen, Um- oder Neubau 1714, Dachausbau 1870 | D-4-61-000-1359 Wikidata | weitere Bilder |

### Schimmelsgasse
| Lage                         | Objekt          | Beschreibung | Akten-Nr.                | Bild           |
| ---------------------------- | --------------- | --- | ------------------------ | -------------- |
| Schimmelsgasse 1 (Standort)  | Kleinbürgerhaus | Zweigeschossiger traufständiger Putzbau, Gesamterscheinung zweite Hälfte 18. Jahrhundert, 1735 im Besitz des Bildhauers Vitus Grauppensberg          | D-4-61-000-1248 Wikidata | weitere Bilder |
| Schimmelsgasse 3 (Standort)  | Kleinbürgerhaus | Dreigeschossiger Traufseitbau, massives Erdgeschoss, Fachwerkobergeschosse, Satteldach, 1735, zweites Obergeschoss und Fassade 1809                  | D-4-61-000-1363 Wikidata | weitere Bilder |
| Schimmelsgasse 5 (Standort)  | Handwerkerhaus  | Zweigeschossiger traufständiger Massivbau mit Walmdach, schlicht gegliederte Fassade, 1723 errichtet                                                 | D-4-61-000-1249 Wikidata | weitere Bilder |
| Schimmelsgasse 12 (Standort) | Kleinbürgerhaus | Zweigeschossiger traufständiger Fachwerkbau mit Satteldach und in den Gassenraum vorgezogener Fassade, 17. Jahrhundert, im 18. Jahrhundert überformt | D-4-61-000-1250 Wikidata | weitere Bilder |

### Schranne
| Lage                              | Objekt | Beschreibung | Akten-Nr.                | Bild           |
| --------------------------------- | --- | --- | ------------------------ | -------------- |
| Schranne 1 (Standort)             | Ehemalige Brudermühle, heute Hotel | Zweiflügeliger Mansardwalmdachbau von 1818, 1977 entkernt, Hausfigurengruppe Aufnahme Mariens in den Himmel, frühes 18. Jahrhundert, Zuschreibungen an Leonhard Gollwitzer oder Johann Georg Stöhr; mit dem gegenüberliegenden Haus den Brückenzugang zum Geierswörth eröffnend                                                                  | D-4-61-000-1256 Wikidata | weitere Bilder |
| Schranne 2, Schranne 3 (Standort) | Ehemaliges Franziskanerkloster Beatae Mariae Virginis und St. Anna, heute Polizei und Vermessungsamt, anstelle der 1311 aufgehobenen Templerniederlassung, ehemalige Konventbauten | Dreigeschossige mehrflügelige Anlage mit schlichten Walmdachbauten, drei Flügel umschließen den seit Abbruch der Klosterkirche (1812/13) nach Norden offenen Kreuzhof, zur Regnitz hin knickt ein vierter Flügel nach Nordosten ab, 1718/19 (dendrochronologisch datiert) und urkundlich (Grundsteinlegung/Weihe), Umbau und Sanierung 1988–1992 | D-4-61-000-1257 Wikidata | weitere Bilder |
| Schranne 6 (Standort)             | Bürgerhaus | Dreigeschossiges Traufseithaus mit Satteldach, gegliederte und dekorierte Fassade, teils massiv, teils Fachwerk, 1766 errichtet | D-4-61-000-1258 Wikidata | weitere Bilder |
| Schranne 7 (Standort)             | Bürgerhaus | Viergeschossiges Traufseithaus, teils massiv, teils in Fachwerk, durchgreifender Umbau oder Komplettneubau um 1760, drittes Obergeschoss 1865 von Georg II. Hofbauer aufgesetzt | D-4-61-000-1259 Wikidata | weitere Bilder |
| Schranne 9 (Standort)             | Wohn- und Geschäftshaus, ehemaliges Rückgebäude zum Anwesen Karolinenstraße 11 | Schmaler traufständiger Fachwerkbau, dreigeschossig mit Satteldach, vermutlich 1676 errichtet, mit Ladeneinbau von 1883 | D-4-61-000-1260 Wikidata | weitere Bilder |
| Schranne 10 (Standort)            | Wohn- und Geschäftshaus, ehemaliges Rückgebäude zum Anwesen Karolinenstraße 9 | Dreigeschossiger Traufseitbau mit steilem Satteldach, Kernbau gegen 1600 errichtet, im zweiten Viertel des 18. Jahrhunderts verändert und 1836 nach Westen erweitert | D-4-61-000-1261 Wikidata | weitere Bilder |

### Schrottenberggasse
| Lage                                                                        | Objekt             | Beschreibung | Akten-Nr.                | Bild           |
| --------------------------------------------------------------------------- | ------------------ | --- | ------------------------ | -------------- |
| Schrottenberggasse 4, am Beginn eines Durchgangs zum Griesgarten (Standort) | Rundbogiges Portal | Mit Holzgerüst wohl 17. Jahrhundert, Türflügel wohl 18. Jahrhundert (vgl. Untere Sandstraße 19) | D-4-61-000-1262 Wikidata | weitere Bilder |
| Schrottenberggasse 8 (Standort)                                             | Wohnhaus           | Viergeschossiger Traufseitbau mit asymmetrischem Satteldach, massiv, Fenster mit Sandsteinrahmen, um 1700 zweigeschossig errichtet, 1777 aufgestockt und mit neuer Stuckfassade sowie dem vom Haus Grüner Markt 18 übernommenen Renaissanceportal (bezeichnet „1566“) versehen, 1885 um ein weiteres Geschoss erhöht | D-4-61-000-1263 Wikidata | weitere Bilder |
| Schrottenberggasse 16 (Standort)                                            | Kleinbürgerhaus    | Schlichtes zweigeschossiges Traufseithaus, massiv, verputzt, mit Satteldach, um 1700, Fassadenerneuerung um 1800 | D-4-61-000-1264 Wikidata | weitere Bilder |

### Sonnenplätzchen
| Lage                         | Objekt                        | Beschreibung | Akten-Nr.                | Bild           |
| ---------------------------- | ----------------------------- | --- | ------------------------ | -------------- |
| Sonnenplätzchen 3 (Standort) | Ehemaliges Handwerkerwohnhaus | Schmaler dreigeschossiger traufständiger Bau mit gegliederter Fassade, um 1600, Umbauten zweite Hälfte 18. Jahrhundert und 1842 | D-4-61-000-1319 Wikidata | weitere Bilder |
| Sonnenplätzchen 7 (Standort) | Ehemalige Badestube zur Sonne | Vierteilige Baugruppe, querriegelartiges Vorderhaus zum Sonnenplätzchen dreigeschossig mit flach gegliederter Front, massives Erdgeschoss, Fachwerkobergeschosse, im Kern 1683, zweites Obergeschoss und Walmdach drittes Viertel 18. Jahrhundert Anschließend Mansarddachbau | D-4-61-000-1321 Wikidata | weitere Bilder |
| Sonnenplätzchen 7 (Standort) | Hinterhaus zur Regnitz        | Wohl das eigentliche ursprüngliche Badehaus, zweigeschossiger Bau, Erdgeschoss in Sandstein, Obergeschoss in Fachwerkbau, steiles Satteldach, 1683 | D-4-61-000-1321 Wikidata | weitere Bilder |

### Untere Brücke
| Lage                       | Objekt | Beschreibung | Akten-Nr.               | Bild           |
| -------------------------- | --- | --- | ----------------------- | -------------- |
| Untere Brücke 1 (Standort) | Bürgerhaus am Brückenkopf, ursprünglich eines der drei „Herrenhäuser“ des Stadtbauhofs (städtische Mietshäuser) | Dreigeschossig Erdgeschoss und Straßenfassade massive, Obergeschosse in verputztem Fachwerk, abgewalmtes Dach, zwischen 1517 und 1529 errichtet (archiv.), Außenerscheinung mittleres 18. Jahrhundert, dreigeschossiger Seitenflügel, Fachwerk, wohl 18. Jahrhundert | D-4-61-000-639 Wikidata | weitere Bilder |
| Untere Brücke 2 (Standort) | Sogenanntes Hellerhaus                                                                                          | Stattliches Bürgerhaus am Brückenkopf, dreigeschossiger Mansarddachbau, die Längsfront als Hauptfront mit mittigem Zwerchhaus der Regnitz zugewandt, die Fenster mit ungewöhnlich reichen Stuckdekorationen in Régence-Formen, möglicherweise nach Entwurf von Justus Heinrich Dientzenhofer, um 1730/40 unter Verwendung von Teilen eines Vorgängerbaus, 1880/88 Veränderungen am Erdgeschoss durch Georg II. Hofbauer, Wohnhaus von Josef Heller (1798–1849) | D-4-61-000-640 Wikidata | weitere Bilder |
| Untere Brücke 3 (Standort) | Bürgerhaus, im Kern eines der drei „Herrenhäuser“ des Stadtbauhofs (städtische Mietshäuser)                     | Dreigeschossiger Traufseitbau mit Satteldach, massives Erdgeschoss, verputzte Fachwerkobergeschosse, zwischen 1517 und 1529 errichtet, gegliederte und dekorierte Fassade mittleres 18. Jahrhundert, 1978/84 entkernt und mit Untere Brücke 5 (vgl. dort) vereinigt | D-4-61-000-641 Wikidata | weitere Bilder |
| Untere Brücke 4 (Standort) | Wohn- und Geschäftshaus                                                                                         | Dreigeschossiger traufständiger Satteldachbau, wohl zweite Hälfte 18. Jahrhundert aufgestockt und 1845 von Georg I. Hofbauer mit massiv erneuerter Fassade versehen, im Kern sicher älter | D-4-61-000-642 Wikidata | weitere Bilder |
| Untere Brücke 5 (Standort) | Bürgerhaus, im Kern eines der drei „Herrenhäuser“ des Stadtbauhofs (städtische Mietshäuser)                     | Dreigeschossiger Traufseitbau mit Satteldach, massives Erdgeschoss, verputzte Fachwerkobergeschosse, zwischen 1517 und 1529 errichtet, gegliederte Fassade mittleres 18. Jahrhundert, Arkadenbogen im Erdgeschoss 1912, 1978/84 entkernt und mit Untere Brücke 3 (vgl. dort) vereinigt | D-4-61-000-643 Wikidata | weitere Bilder |
| Untere Brücke 6 (Standort) | Kleines Bürgerhaus                                                                                              | Schmales dreigeschossiges Traufseithaus mit Mansarddach, ein älterer Fachwerkbau zweite Hälfte 18. Jahrhundert dreigeschossig ausgebaut und mit massiver Fassade versehen | D-4-61-000-644 Wikidata | weitere Bilder |
| Untere Brücke 7 (Standort) | Dreigeschossiges Wohnhaus mit Mansarddach                                                                       | Massives Erdgeschoss, Fachwerkobergeschosse, auf beschränktem, schiefwinkeligem Grundriss in Ecklage, im Kern 17. Jahrhundert, Umbauten des 18./19. Jahrhunderts | D-4-61-000-645 Wikidata | weitere Bilder |
| Untere Brücke 8 (Standort) | Wohn- und Geschäftshaus                                                                                         | Viergeschossiges traufständiges Fachwerkhaus mit Satteldach, Außenerscheinung 19. Jahrhundert, Kern zweifellos älter, vielleicht 16. Jahrhundert, die beiden unteren Geschosse 1962 rekonstruierend erneuert | D-4-61-000-646 Wikidata | weitere Bilder |

### Untere Mühlbrücke
| Lage                           | Objekt                       | Beschreibung | Akten-Nr.               | Bild           |
| ------------------------------ | ---------------------------- | --- | ----------------------- | -------------- |
| Untere Mühlbrücke 1 (Standort) | Ehemalige Schneidmühle       | Über Sockelgeschoss zweigeschossiger verputzter Massivbau mit Walmdach, im 1904 neu errichteten Gebäude Spolien bezeichnet 1809 und 1827 vermauert, nach Beschädigung im Zweiten Weltkrieg unter Beibehaltung des Untergeschosses und von Teilen des Erdgeschosses zweigeschossig erneuert, erhaltenes Mühlrad in hölzernem Verschlag heute zur Stromgewinnung genutzt; auf einer Regnitzinsel exponiert | D-4-61-000-661 Wikidata | weitere Bilder |
| Untere Mühlbrücke 3 (Standort) | Ehemalige Vogtherrsche Mühle | Dreigeschossiger Sandsteinquaderbau mit flach geneigtem Satteldach, bezeichnet „1840“, einziges vollständig erhaltenes der 1840 an der Unteren Mühlbrücke neu errichteten Mühlengebäude, erhaltenes Mühlrad in bretterverkleideter Radstube aus Fachwerk heute zur Stromgewinnung genutzt | D-4-61-000-662 Wikidata | weitere Bilder |

### Untere Sandstraße
| Lage                                     | Objekt | Beschreibung | Akten-Nr.                | Bild           |
| ---------------------------------------- | --- | --- | ------------------------ | -------------- |
| Untere Sandstraße 1 (Standort)           | Wohn- und Geschäftshaus in Ecklage                                                                                     | Dreigeschossiger Walmdachbau, Erdgeschoss massiv, Obergeschosse in Fachwerk, um 1760, modernisiert Ende 18. Jahrhundert (Haustür im Zopfstil), Ladeneinbauten von 1880 im 20. Jahrhundert mehrfach verändert | D-4-61-000-684 Wikidata  | weitere Bilder |
| Untere Sandstraße 2 (Standort)           | Ehemaliges Gerberhaus, heute Wohn- und Geschäftshaus                                                                   | Eckanwesen, dreigeschossiger traufständiger Satteldachbau mit Schopfwalm über dem Giebel zur Elisabethenstraße, Erdgeschoss massiv, Obergeschosse Fachwerk mit Zierformen, um 1630, Umbau zu Wohnungen 1829 nach Plänen von Lorenz Madler und Gregorius Leydl, Ladeneinbau 1907/08 | D-4-61-000-685 Wikidata  | weitere Bilder |
| Untere Sandstraße 5 (Standort)           | Bürgerhaus | Dreigeschossiger traufständiger Satteldachbau mit seitlicher Tordurchfahrt, massives Erdgeschoss mit Sandsteinquadermauerwerk, Obergeschosse in verputztem Fachwerk, Ende 17. Jahrhundert über älterem Keller errichtet, Schaufenstervergrößerung 1933 | D-4-61-000-686 Wikidata  | weitere Bilder |
| Untere Sandstraße 6 (Standort)           | Wohn- und Geschäftshaus, ehemaliges Gerberhaus                                                                         | Schmaler dreigeschossiger traufständiger Satteldachbau, Erdgeschoss massiv, Obergeschosse verputztes Fachwerk, um 1700 mit älterem Kern, Umbau des zweiten Obergeschosses Ende 18. Jahrhundert, Ladeneinbau 1906, wohl gleichzeitig das Reliefmedaillon mit Herz-Jesu-Darstellung | D-4-61-000-1376 Wikidata | weitere Bilder |
| Untere Sandstraße 7 (Standort)           | Haus zum Engel | Vorderhaus, Wohn- und Geschäftshaus, zweigeschossiger traufständiger Satteldachbau, massiv und Fachwerk verputzt, im Kern 16. Jahrhundert, um 1720 verändert, Fassade des 19. Jahrhunderts, Ladenumbau 1955 Viergeschossiges Rückgebäude mit Pultdach, massives Erdgeschoss, verputzte Fachwerkobergeschosse, um 1720, Fassade in Erdgeschoss und erstem Obergeschoss modernisiert | D-4-61-000-1377 Wikidata | weitere Bilder |
| Untere Sandstraße 9 (Standort)           | Gasthaus, ehemalige Brauereigasthaus Zum Wilden Mann                                                                   | Breitgelagertes zweigeschossiges Eckhaus, massiv und verputztes Fachwerk, Satteldach mit abgewalmtem Nordwestgiebel, straff gegliederte Fronten mit flachem Mittelrisalit in der Hauptfassade, nordwestlicher Teil im Kern um 1477/80 (1467–1477 dendrochronologisch datiert), heutiges Gesamterscheinungsbild durch barocken Umbau 1718 geprägt, gleichzeitig Muttergottesstatue aus Sandstein, Teilumbau des Innern 1899 | D-4-61-000-687 Wikidata  | weitere Bilder |
| Untere Sandstraße 14 (Standort)          | Gasthaus zur Blauen Glocke, vorher Pettstadter Wirtshaus, dann Gasthof zum Goldenen Adler, dann Fränkischer Hof        | Zweiteiliges traufständiges Vorderhaus mit Satteldächern; südöstliches Haupthaus, dreigeschossig mit massivem Erdgeschoss und Fachwerkobergeschossen, frühes 17. Jahrhundert, Fenster im 18. Jahrhundert verändert, 1925 und 1948 historisierend erneuert, Sandsteintafel und -figur des heiligen Georg 1925 Nordwestliches Durchfahrthaus, zweigeschossig, im Kern 17. Jahrhundert, massive Fassade von 1810, Ladeneinbau 1828, Renovierung 1948 | D-4-61-000-688 Wikidata  | weitere Bilder |
| Untere Sandstraße 16 (Standort)          | Rückgebäude, ehemaliges Fischerhaus                                                                                    | Dreigeschossiger Satteldachbau, traufständig zur Regnitz, Erdgeschoss massiv, Obergeschosse verputztes Fachwerk, spätes 18. Jahrhundert | D-4-61-000-1378 Wikidata | weitere Bilder |
| Untere Sandstraße 19 (Standort)          | Ehemaliges vorderes Gartenhaus des Schrottenberg-Gartens, heute Gasthaus Griesgarten, Wohn- und Gasthaus               | Barocker zweigeschossiger Mansardwalmdachbau, massiv, dreiachsige Front mit Ecknutungen, vor 1715 für Wolf Philipp Freiherr von Schrottenberg mit Gartenanlage errichtet, um 1760 Erweiterung für den Hofbauamtmann Gallus Heinrich Gruberg, 1886 Hauseingang aus der Mittelachse in Seitenachse verlagert, Allianzwappen für Wolf Philipp von Schrottenberg und Maria Juliana Sophia von Erthal in Mittelachse erhalten Hinteres Gartenhaus des Schrottenberg-Gartens, zweigeschossiger Mansardwalmdachbau, teilruinös, um 1770, Gartenanlage, auf einem Teil des 1478 aufgelassenen Judenfriedhofs, vom ehemaligen Barockgarten, 18. Jahrhundert, ein Teil der unteren Balustrade und Treppen erhalten; zwischen Schrottenberggasse 4 und 6 (vgl. dort) ein Gartentor erhalten | D-4-61-000-689 Wikidata  | weitere Bilder |
| Untere Sandstraße 20 (Standort)          | Wohnhaus in Ecklage | Zweigeschossiger traufständiger Fachwerkbau mit hohem Satteldach, verputzt, im Kern 16. Jahrhundert, Umbauten 18. und letztes Viertel 19. Jahrhundert, Sanierung 2007–2009, Rückbau und Zwischenbau unter Erhalt der historischen Erdgeschoss-Außenwände erneuert | D-4-61-000-1379 Wikidata | weitere Bilder |
| Untere Sandstraße 29 (Standort)          | Ehemaliges Hafneranwesen, heute Wohn- und Geschäftshaus                                                                | Dreigeschossiges traufständiges Satteldachhaus, mit fünf eng gestellten Achsen im ersten Obergeschoss und Ladeneinbauten im Erdgeschoss, massiv und Fachwerk, zweigeschossiger Kernbau des 17. Jahrhunderts, Veränderungen um 1800, Aufstockung zur Straße 1888, heutiges Erscheinungsbild stark durch Umbau 1920 geprägt | D-4-61-000-690 Wikidata  | weitere Bilder |
| Untere Sandstraße 30 (Standort)          | Ehemalige Tabakfabrik                                                                                                  | langgestreckter, zweigeschossiger Mansardwalmdachbau, massiv verputzt mit Gliederungen und Rahmungen in Sandstein, Fassade in Formen des Plattenstils, 1796 vermutlich von Johann Lorenz Fink | D-4-61-000-691 Wikidata  | weitere Bilder |
| Untere Sandstraße 31 (Standort)          | Wohnhaus | Zweigeschossiger traufständiger Mansarddachbau, massive verputzte Fassade mit schlichter Gliederung, im Kern Scheune des späten 17. Jahrhunderts, um 1800 zum Wohnhaus umgebaut, mittige Tordurchfahrt 1883 rechteckig verändert, Mansarddach 1890 aufgesetzt, 1977 Rückbau des 1883 eingerichteten Ladens | D-4-61-000-693 Wikidata  | weitere Bilder |
| Untere Sandstraße 30a, 32, 34 (Standort) | Ehemaliges Allgemeines Krankenhaus, heute Hotel, Technisches Rathaus der Stadt und Stadtarchiv                         | Im ehemaligen Stadion’schen Garten angelegte umfriedete Baugruppe | D-4-61-000-694 Wikidata  | weitere Bilder |
| Untere Sandstraße 30 a (Standort)        | Ehemaliges Chirurgisches Krankenhaus, heute Stadtarchiv                                                                | Mächtiger Satteldachbau, dreigeschossiger Haupttrakt mit rustiziertem Erdgeschoss und Volutengiebeln, giebelseitig anschließender zweigeschossiger Nebentrakt sowie Quer- und Vorbauten, massiv, teilverputzt, Fronten und Giebel in Formen des historisierenden Jugendstils mit Wandmalerei von Bonifaz Locher dekoriert, 1899–1901 von Hans Jakob Erlwein | D-4-61-000-694 Wikidata  | weitere Bilder |
| Untere Sandstraße 32 (Standort)          | Ehemaliges Allgemeines Krankenhaus, Hauptgebäude, jetzt Hotel                                                          | Stattliches dreiflügeliges Gebäude, zwei die heutigen Seitenflügel bildende, für Franz Konrad Graf Stadion um 1730 errichtete Gartengebäude nach Plänen von Johann Philipp Geigel und Johann Lorenz Fink 1787–1789 durch breitgelagerten Hauptflügel verbunden, zweigeschossiger massiver Mansardwalmdachbau mit Sandsteinquader- und Putzfassaden, 24-achsige Hauptfront, darin Mittelrisalit mit Dreiecksgiebel, dahinter, mit Haubendachreiter, die Krankenhauskapelle, mit Ausstattung | D-4-61-000-694 Wikidata  | weitere Bilder |
| Untere Sandstraße 32 (Standort)          | Ehemaliges Allgemeines Krankenhaus, Brunnen                                                                            | Im Ehrenhof klassizistischer Brunnen, Sockelkonstruktion mit Säulenaufsatz und Urnenbekrönung, Sandstein, von Georg Joseph Mutschele 1789 | D-4-61-000-694 Wikidata  | weitere Bilder |
| Untere Sandstraße 32 (Standort)          | Ehemaliges Allgemeines Krankenhaus, ehemalige Hofwaschanstalt                                                          | Langgestreckter zweigeschossiger Massivbau mit Mansardwalmdach, Straßenfassade aus Sandsteinquadern mit Mittelrisalit mit Dreiecksgiebel, um 1790 von Johann Lorenz Fink, mit Mansarddach, 1803/04 zur Entbindungsanstalt adaptiert | D-4-61-000-694 Wikidata  | weitere Bilder |
| Untere Sandstraße 32 (Standort)          | Ehemaliges Allgemeines Krankenhaus, Verwalterbau des ehemaligen Hofbaustadels                                          | Eingeschossiger Walmdachbau des 18. Jahrhunderts, massiv, verputzt | D-4-61-000-694 Wikidata  | weitere Bilder |
| Untere Sandstraße 32 (Standort)          | Ehemaliges Allgemeines Krankenhaus, ehemaliges Hofbaustadel                                                            | Stattlicher zweigeschossiger Massivbau mit Walmdach, 18. Jahrhundert | D-4-61-000-694 Wikidata  | weitere Bilder |
| Untere Sandstraße 34 (Standort)          | Ehemaliges Allgemeines Krankenhaus, ehemalige Hofhühnermästerei, heute Bauordnungsamt im Technischen Rathaus der Stadt | Stattlicher zweigeschossiger Massivbau mit Walmdach, 18. Jahrhundert, im Winkel an das ehemalige Hofbaustadel angefügt | D-4-61-000-694 Wikidata  | weitere Bilder |
| Untere Sandstraße 30a, 32, 34 (Standort) | Ehemaliges Allgemeines Krankenhaus, Einfriedung                                                                        | Aus Mauer- und Eisenzaunzeilen mit Portalen, 18. Jahrhundert und um 1900 | D-4-61-000-694 Wikidata  | weitere Bilder |
| Untere Sandstraße 35 (Standort)          | Wohnhaus | Kleinbürgerhaus, zweigeschossiger traufständiger Satteldachbau, massiv, verputzt, Kern 17. Jahrhundert, Erdgeschossfassade Mitte 18. Jahrhundert, Obergeschossfassade zweites Viertel 19. Jahrhundert | D-4-61-000-698 Wikidata  | weitere Bilder |
| Untere Sandstraße 37 (Standort)          | Wohn- und Geschäftshaus, ehemaliges Schreinerhaus                                                                      | Zweigeschossiger traufständiger Massivbau mit seitlicher Tordurchfahrt, verputzt, zur Straße als Mansarde, zum Hof Satteldach ausgebildetes, mit denen von Nr. 39 und 41 eine konstruktive Einheit bildendes Dach, um 1750/52 errichtet, Ladeneinbauten 1869 und 1892, historisierende Fensterrahmungen 1925 | D-4-61-000-701 Wikidata  | weitere Bilder |
| Untere Sandstraße 39 (Standort)          | Wohnhaus, ehemaliges Handwerkeranwesen                                                                                 | Zweigeschossiger traufständiges Vorderhaus mit seitlicher Haustür, Straßenfront massiv verputzt, Giebelseiten in Fachwerk (?), zur Straße als Mansarde, zum Hof Satteldach ausgebildetes, mit denen von Nr. 37 und 41 eine konstruktive Einheit bildendes Dach, um 1750/52, Fassade erste Hälfte 19. Jahrhundert überformt, nach eingreifendem Umbau mit Erneuerung der Hoffront 1993 das schmale Nebenbau an der Hofnordseite erhalten, zweigeschossig mit Pultdach, Erdgeschoss massiv, Obergeschoss in Fachwerk | D-4-61-000-702 Wikidata  | weitere Bilder |
| Untere Sandstraße 41 (Standort)          | Wohnhaus | Zweigeschossiger traufständiger Bau mit korbbogiger seitlicher Tordurchfahrt, massiv und Fachwerk verputzt, zur Straße als Mansarde, zum Hof Satteldach ausgebildetes, mit denen von Nr. 37 und 39 eine konstruktive Einheit bildendes Dach, um 1750/52 mit älterem Kern, Veränderungen letztes Viertel 18. Jahrhundert, hofseits vorgesetzter Laubengang und mit ihm im Verband errichteter nordwestlicher zweigeschossiger Gangbau aus Fachwerk mit Pultdach, Anfang 19. Jahrhundert Rückgebäude, ehemaliges Stadelstallgebäude, Fachwerk mit Mansardpultdach, um 1800, mit jüngeren Veränderungen | D-4-61-000-703 Wikidata  | weitere Bilder |
| Untere Sandstraße 45 (Standort)          | Ehemaliges Frauenhaus, dann Ehehaltenhaus, jetzt Gasthaus zum Pelikan                                                  | Zweigeschossiger, gestreckter traufständiger Satteldachbau mit seitlicher Tordurchfahrt, massiv, vom Kernbau des 16. Jahrhunderts die Hoffront erhalten, 1688/89 von Johann Leonhard Dientzenhofer umgebaut, Straßenfassade um 1830 erneuert, Obergeschossaufteilung 1872 | D-4-61-000-704 Wikidata  | weitere Bilder |
| Untere Sandstraße 55 (Standort)          | Ehemaliges städtisches Zinshaus, heute Wohnhaus                                                                        | Zweigeschossiges traufständiges Satteldachhaus, Erdgeschoss massiv mit Rauputzrustika, Obergeschoss Fachwerk, 1695–1697 von Christoph Grumb und Caspar Schirmer errichtet, Umbauten im Innern um 1804 und später im 19. Jahrhundert, Fassade bei Umbau 1928 historisierend erneuert, an der südwestlichen Hofseite zweigeschossiger Fachwerkgangbau mit offenem Erdgeschoss und verglasten Lauben wohl um 1804 | D-4-61-000-1427 Wikidata | weitere Bilder |
| Untere Sandstraße 65 (Standort)          | Wohnhaus | Zweigeschossige traufständiger Satteldachbau, massiv und Fachwerk, mit flach gegliederter Putzfassade, um 1550 errichtet, äußeres Erscheinungsbild mit flach gegliederter klassizistischer Fassade vom Umbau um 1800 geprägt | D-4-61-000-705 Wikidata  | weitere Bilder |
| Untere Sandstraße 73 (Standort)          | Gasthaus zum Goldenen Anker                                                                                            | Dreigeschossiger traufständiger Bau, abgewalmtes Satteldach, Erd- und erstes Obergeschoss massiv, zweites Obergeschoss in verputztem Fachwerk, Keller 1705, nördlicher Hauptbau um 1710, südliche Erweiterung um 1755, mehrfach erneuerte Fassadenmalerei um 1800, Dreifaltigkeitsgruppe um 1710 | D-4-61-000-706 Wikidata  | weitere Bilder |
| Nähe Untere Sandstraße (Standort)        | Brunnenhaus | Walmdachbau, verputzt, gewölbt, mit zwei Zuflüssen, bezeichnet „1703“ | D-4-61-000-1381 Wikidata | Brunnenhaus    |

### Unterer Kaulberg
| Lage                           | Objekt                                                                               | Beschreibung | Akten-Nr.               | Bild           |
| ------------------------------ | ------------------------------------------------------------------------------------ | --- | ----------------------- | -------------- |
| Unterer Kaulberg 2 (Standort)  | Ehemaliges Palais des Karl Philipp Heinrich von Bibra                                | Dreigeschossiger Bau mit flach geneigtem Satteldach, breitgelagerte achsensymmetrische Fassade in Louis-seize-Formen, im flachen Mittelrisalit Tordurchfahrt, die Ecken durch toskanische Kolossalpilaster gefasst, von Johann Joseph Vogel 1782/83 über Kellern des 16. Jahrhunderts errichtet | D-4-61-000-664 Wikidata | weitere Bilder |
| Unterer Kaulberg 3 (Standort)  | Wohngebäude, ehemaliges Gasthaus zum Grünen Baum                                     | Vier gegeneinander versetzte dreigeschossige Traufseithäuser mit Satteldächern in Ecklage, Straßenfronten massiv, Hoffront in Fachwerk, im Kern spätes Mittelalter, Schweifgiebel zur Pfarrgasse und östlicher Bauteil bei Umbau um 1594 neu errichtet, Fassaden und Dächer um 1700/1720, historistische Veränderungen u. a. mit Putzrustika um 1900 – Denkmalpreis der Hypo-Kulturstiftung im Jahr 2015                                                                                 | D-4-61-000-665 Wikidata | weitere Bilder |
| Unterer Kaulberg 4 (Standort)  | Ehemaliger Neuer Ebracher Hof                                                        | Breitgelagertes, repräsentatives Palais mit niedrigen Flügelbauten aus Sandsteinquadern, dreigeschossiges Hauptgebäude mit Mansardwalmdach, spätbarocke Hauptfassade mit genutetem Erdgeschoss, Obergeschosse mit Kolossalpilastern und flachem Mittelrisalit, Flügelbauten mit Korbbogenarkaden unter querovalen Mezzaninfenstern, Satteldach mit figuren- bzw. vasenbesetzter Blendbalustrade in Rokokoformen, von Martin Mayer 1765–1768, die Figuralplastik von Ferdinand Dietz 1766 | D-4-61-000-666 Wikidata | weitere Bilder |
| Unterer Kaulberg 18 (Standort) | Sogenanntes Haus zum Regenbogen, ehem. Handwerkerhaus, heute Wohn- und Geschäftshaus | Dreigeschossiger traufständiger Satteldachbau, im Kern Fachwerk, 15. Jahrhundert, massive, verputzte Fassade, Ende 18./Anfang 19. Jahrhundert | D-4-61-000-668 Wikidata | weitere Bilder |
| Unterer Kaulberg 20 (Standort) | Wohnhaus                                                                             | Schmales dreigeschossiges Traufseithaus mit Satteldach, Erdgeschoss massiv, Obergeschosse in Fachwerk, im Kern 16. Jahrhundert, erste Hälfte/Mitte 18. Jahrhundert umgebaut und mit schlichtem Fassadendekor versehen, Türöffnungen im Erdgeschoss 1836, Rückgebäude mit Pultdach, konstruktives Fachwerk 18. Jahrhundert | D-4-61-000-669 Wikidata | weitere Bilder |
| Unterer Kaulberg 22 (Standort) | Bäckereigebäude, sogenanntes Haus zum Grünen Baum                                    | In den Straßenraum vorspringendes breitgelagertes zweigeschossiges Traufseithaus mit Mansarddach, massiv, verputzt, im Kern frühes 17. Jahrhundert, Portalgewände mit Kissenquadern, Um- und Ausbau 1810, mehrfache Veränderung des Ladenbereichs 1899 und im 20. Jahrhundert | D-4-61-000-670 Wikidata | weitere Bilder |
| Unterer Kaulberg 24 (Standort) | Bürgerhaus                                                                           | Viergeschossiges, traufständiges Satteldachhaus, massiv und Fachwerk, verputzt, 1610 aus zwei älteren Häusern zusammengefasst, 1862 durch Caspar Dennefeld aufgestockt, Veränderungen bis 1865–1869 | D-4-61-000-671 Wikidata | weitere Bilder |

### Vorderer Bach
| Lage                       | Objekt                                                                                                 | Beschreibung | Akten-Nr.               | Bild           |
| -------------------------- | --- | --- | ----------------------- | -------------- |
| Vorderer Bach 1 (Standort) | Ehemaliges Haus zum Blauen Kreuz                                                                       | Zweigeschossiges traufständiges Eckhaus mit Satteldach und abgeschrägter Eckfront, Erdgeschoss massiv, Obergeschoss Fachwerk, verputzt, Gliederungen und Rahmen im Erdgeschoss aus Sandstein, im Obergeschoss aus Putz, über einem spätmittelalterlichen Keller, heutige Gesamterscheinung zweite Hälfte 17. Jahrhundert | D-4-61-000-711 Wikidata | weitere Bilder |
| Vorderer Bach 2 (Standort) | Ehemaliges Domvikarierhaus                                                                             | Zweigeschossiger Traufseitbau mit Satteldach, massiv, verputzt mit Sandsteinrahmungen, 1781 nach Plänen von Johann Joseph Vogel oder Otto Schumm; mit dem Nachbarhaus Vorderer Bach 3 (vgl. dort) gemeinsam konzipiert | D-4-61-000-712 Wikidata | weitere Bilder |
| Vorderer Bach 3 (Standort) | Ehemaliges Domvikarierhaus                                                                             | Zweigeschossiger Traufseitbau mit Satteldach, massiver Putzbau mit Sandsteinrahmungen, über Keller der zweiten Hälfte des 15. Jahrhunderts, 1781 wohl nach Plänen von Johann Joseph Vogel oder Otto Schumm; mit dem Nachbarhaus Vorderer Bach 2 (vgl. dort) gemeinsam konzipiert | D-4-61-000-713 Wikidata | weitere Bilder |
| Vorderer Bach 4 (Standort) | Ehemaliger Aufseß-Hof, jetzt Hotel                                                                     | Dreigeschossiger traufständiger Massivbau mit steilem aufragendem Satteldach, Sandsteingliederungen und Putz, Vorderhaus im Kern 1518/19 (dendrochronologisch datiert), Nebenflügel zweite Hälfte 16. Jahrhundert, reich gegliederte Barockfassade, über Portal Allianzwappen von Aufseß/von Brambach, Aufstockung des Nebenflügels und innerer Ausbau um 1740, wohl von Justus Heinrich Dientzenhofer, Obergeschosse des Vorderhauses im Zuge von Sanierung und Umbau zum Hotel 1975–1977 entkernt                             | D-4-61-000-714 Wikidata | weitere Bilder |
| Vorderer Bach 5 (Standort) | Ehemaliges Haus zu dem Esel, danach sogenannter Alter Ebracher Hof                                     | Aus der Flucht vortretender, giebelständiger Satteldachbau, dreigeschossig mit frühbarocker Gliederung und Volutengiebeln, massiver Putzbau mit Gliederungen und Rahmungen in Sandstein, 1679–1681 von Andreas Kestler, gleichzeitiger Wappenstein des Zisterzienserordens und des Abtes Albrecht Degen von Ebrach, spätbarocke Figurengruppe, Christus neigt sich dem heiligen Bernhard von Clairvaux entgegen, Sandstein, von Daniel Friedrich Humbach 1738, Köpfe 1932 erneuert, Treppenhaus drittes Viertel 19. Jahrhundert | D-4-61-000-715 Wikidata | weitere Bilder |
| Vorderer Bach 6 (Standort) | Ehemaliges Adeliges Stadtpalais, sogenannter Guttenbergischer Freihof, jetzt Staatliche Fachoberschule | Zweiflügelige Anlage, dreigeschossiger Hauptflügel, zweigeschossiger Seitenflügel, beide mit einseitig abgewalmtem Mansarddach, massiv, verputzt mit Gliederungen und Rahmungen in Sandstein, um 1740, vielleicht von Johann Jakob Michael Küchel und Justus Heinrich Dientzenhofer, Allianzwappen von Guttenberg/Horneck von Weinheim, Umbauten im Innern 1892, 1920 und 1928–1930 | D-4-61-000-716 Wikidata | weitere Bilder |
| Vorderer Bach 7 (Standort) | Ehemaliges Domkapitelsches Syndikatshaus und Domvikarienhaus                                           | Dreigeschossiger Mansardwalmdachbau, massiv verputzt mit Ecknutungen und Rahmen in Sandstein, um 1750–1755, 1818 bis 1888 mit Vorderer Bach 8 und Hinterer Bach 10 (vgl. dort) Teil einer Tabakfabrik | D-4-61-000-717 Wikidata | weitere Bilder |
| Vorderer Bach 8 (Standort) | Ehemaliger Werkhof des St.-Kunigunden-Werkamtes des Domkapitels (Domwerkhof)                           | Zweigeschossiger Mansarddachbau, massiv, mit flacher Fassadengliederung und korbbogiger Durchfahrt, verputzt mit Gliederungen und Rahmen in Sandstein, 1791 von Joseph I. Dennefeld und Joseph Clemens Madler, 1818 bis 1888 mit Vorderer Bach 7 und Hinterer Bach 10 (vgl. dort) Teil einer Tabakfabrik | D-4-61-000-718 Wikidata | weitere Bilder |